# Charles de Gaulle (porte-avions)
Cet article concerne le porte-avions. Pour d'autres emplois de ce patronyme, voir Charles de Gaulle (homonymie).
Le Charles de Gaulle (indicatif visuel R91) est un porte-avions nucléaire de la Marine nationale française, dont il est le bâtiment majeur. Il est le premier et unique bâtiment de combat de surface à propulsion nucléaire construit en Europe occidentale.
Depuis 2001, la France est le seul pays en dehors des États-Unis à avoir terminé la construction d'un porte-avions à propulsion nucléaire. Ce porte-avions est doté de 2 catapultes à vapeur. Cette configuration, nommée CATOBAR, n’est utilisée et maîtrisée que par la France et les États-Unis. Un bâtiment utilisant ce système est en développement en Chine.
Le Charles de Gaulle a remplacé le porte-avions Clemenceau. Un second porte-avions, le PA 2, devait être construit pour remplacer le Foch, conformément aux promesses du président Sarkozy lors de la campagne présidentielle de 2007, mais le projet a finalement été repoussé, des études d'évaluation ont été menées en 2009, puis il a été abandonné en 2013.
Paris est la ville marraine du Charles de Gaulle depuis le 9 octobre 2001. Il est entré en cale sèche aux bassins Vauban de Toulon en février 2017 pour y subir un chantier d'entretien et de mise à niveau de dix-huit mois ; il a retrouvé son quai habituel, aux appontements Milhaud, le 16 mai 2018 après 15 mois en cale sèche. Un nouveau déploiement a été réalisé au début de 2019 après les essais à la mer commencés le 14 septembre 2018, puis le retour à bord du groupe aérien embarqué (GAE) et la qualification de l’ensemble du groupe aéronaval de la Marine nationale,,.
Le 23 octobre 2018, Florence Parly, ministre des Armées, annonce le début de la phase d'étude du programme de remplacement du Charles de Gaulle avec le PANG. L'évaluation du coût de la conception et de la construction d'un premier porte-avions de nouvelle génération dans sa version nucléaire, équipements inclus, est de 225 millions d’euros par an pendant vingt ans. Le Charles de Gaulle serait ainsi retiré du service opérationnel de la Marine nationale vers 2038.

## Caractéristiques
L'indicatif visuel du Charles de Gaulle est R91. Il s'agit d'un porte-avions de taille moyenne, plus petit que ceux de l'US Navy, mais nettement plus gros que les porte-aéronefs Cavour (Italie) et espagnols. Il mesure 261,5 mètres de long, 64,36 m de large et 75 m de haut, soit l'équivalent d'un immeuble de 25 étages. Avec un déplacement de 42 500 tonnes, il peut embarquer à son bord environ 2 200 marins et personnel de l'aéronautique, avec un supplément de 800 militaires en transport de troupes.
Selon les ingénieurs ayant travaillé sur le projet du PA 2 du temps de la coopération franco-britannique, la conception très cloisonnée de la coque du Charles de Gaulle et de ses systèmes de sécurité avancés (lutte contre les incendies notamment), en font un bâtiment pouvant rester à flot après avoir encaissé plusieurs torpilles et missiles.
La surface du pont d'envol atteint les 12 000 m2 et dispose d'une surface de hangars aéronefs de 4 600 m2 de 138 mètres de long pour 29 mètres de large, avec un peu plus de 6 mètres de hauteur sous le pont supérieur, aménagé en deux demi hangars pouvant être séparés en déployant une grande cloison pare-feu en cas d’incendie et relié au pont d'envol par deux ascenseurs latéraux à tribord derrière l'îlot de 21 × 12 m d'une capacité de 36 t pouvant recevoir chacun deux avions afin d'accélérer les mouvements entre le pont d'envol et le hangar.
Le plus comparable par la taille est l'Amiral Kouznetsov de 65.000 tonnes, qui est légèrement plus grand que le Charles de Gaulle, mais dont les capacités opérationnelles sont limitées car sa propulsion n'est pas nucléaire et il n'est pas un véritable porte-avions, mais un porte-aéronefs : il ne dispose pas de catapulte, ce qui limite le poids au décollage et les possibilités opérationnelles des avions qui sont essentiellement destinés à des missions d’interception,,.
Le Charles de Gaulle est équipé d'une propulsion nucléaire qui lui assure une vitesse maximum de 27 nœuds (50 kilomètres par heure), au lieu de 32 pour le Foch et le Clemenceau. Toutefois, la moindre vitesse du Charles de Gaulle n'est pas un obstacle à la mise en œuvre de l'aviation embarquée grâce à la puissance accrue de ses deux catapultes C 13-3 américaines de 75 m de long qui permettent de lancer des appareils de 25 tonnes à 270 km/h en 2 secondes avec 4 à 5 g d'accélération.
La propulsion nucléaire facilite grandement l'approche des avions à l'appontage, car ils ne passent plus dans les turbulences thermiques dues aux fumées des machines des porte-avions à propulsion classique ; elle facilite aussi l'organisation du pont d'envol, dans la mesure où l'emplacement de l'îlot central n'est plus conditionné par le positionnement de la cheminée et a donc pu être placé assez en avant sur le pont. Les deux ascenseurs latéraux, dont la capacité d'élévation de 36 tonnes permet de recevoir deux avions à la fois, ont été placés en arrière pour faciliter les mouvements entre le pont d'envol et le hangar. La capacité des ascenseurs à acheminer deux avions toutes les deux minutes sur le pont, leur emplacement et l'emplacement des zones de parking d'alerte, situées à l'arrière et sur tribord, celui de la zone de recueil, située à l'extrême avant, permettront au navire de lancer en 15 minutes, une vague d'assaut d'une vingtaine d'avions complètement équipés, de la récupérer et de la relancer 4 heures plus tard.
La capacité en vivres (120 tonnes) et en carburant aviation  (3 400 tonnes) du Charles de Gaulle lui confère 45 jours de totale autonomie en opération. Son groupe aérien peut effectuer 100 vols par jour pendant 7 jours, soit plus de 700 vols en totale autonomie. Ceci entraîne l'obligation de ravitailler à la mer lors des missions de longue durée de plusieurs mois, que sa propulsion nucléaire lui permet. Un pétrolier ravitailleur qui assure 30 jours supplémentaires d'autonomie totale est affecté en permanence au GAN TF473 pour ravitailler le Charles de Gaulle et les autres bâtiments du groupe. Avec un seul ravitaillement par semaine, le niveau de carburant à bord ne descend jamais en dessous de 70%, soit plus d'un mois de totale autonomie en opération. Lors de mission de guerre de haute intensité, un second pétrolier ravitailleur est affecté en renfort. Pendant que l'un des deux reste avec la flotte, l'autre peut faire la navette vers les points de rechargement pour garantir la présence permanente d'un pétrolier ravitailleur auprès du Charles de Gaulle. Ce dispositif renforcé a été utilisé en 2002 lors de l'opération Héraclès au large de l'Afghanistan.
Le rapport d'information no 358 de la commission des Affaires étrangères, de la défense et des forces armées du sénat sur l'avenir du groupe aéronaval indique que :
- la vitesse de croisière du groupe aéronaval du Charles de Gaulle est améliorée par rapport à un porte-avions à propulsion classique grâce à l'allègement significatif de sa contrainte de ravitaillement. En effet, un porte-avions classique nécessitant un ravitaillement tous les trois ou quatre jours, doit régler sa vitesse de croisière sur celle du pétrolier accompagnateur, soit 12 nœuds alors qu'un porte-avions nucléaire peut régler la sienne sur son escorte[26] ;
- grâce à un espace accru, le Charles de Gaulle peut emporter plus de carburéacteur et couvrir la consommation de trois frégates pendant 10 jours. Ainsi, à 22 nœuds de moyenne, le porte-avions et son escorte peuvent, par exemple, depuis Toulon, rallier Ormuz en 8 jours par le canal de Suez, ou en 22 jours par le cap de Bonne-Espérance, en se déplaçant de 1 000 km par jour[26].
- permet d’effectuer les mêmes missions que celles accomplies par un porte-avions lourd américain, mais avec un équipage presque trois fois moins important[27], et un taux d'effort plus important : avec 20 avions à bord lors de la mission Bois Belleau conduite pendant cinq semaines avec l'USS Harry S. Truman  et ses 60 avions, le Charles de Gaulle mettait en l'air 45 avions par jour et l'USS Harry S. Truman 60 avions[28].

Selon le contre-amiral Hervé de Bonnaventure, commandant de la Force maritime de l'aéronautique navale (ALAVIA), cette grande vitesse de croisière obtenue par la propulsion nucléaire « compliquerait sérieusement la tâche d'un ennemi, même technologiquement avancé : par simple effet mathématique, quand nous doublons la distance par rapport à une menace, nous multiplions par quatre la surface de la zone à investiguer. »
Le rapport d'audition de l’amiral Christophe Prazuck, chef d’état-major de la marine par la commission des Affaires étrangères, de la défense et des forces armées du sénat du 26 juillet 2017 indique que le Charles de Gaulle :
- « a permis de tripler le nombre d’avions présents sur zone contre Daech.
- n’est pas concurrent mais complémentaire des bases aériennes projetées qui, elles, sont tributaires d’autorisations diplomatiques.
- est également un agrégateur de volontés politiques européennes. Les trois fois où nous l’avons déployé pour frapper Daech, il a toujours été accompagné par des bâtiments européens – allemands, belges, britanniques et italiens. Parce qu’il est un outil puissant, unique en Europe, qui exige un très haut niveau de compétence opérationnel, le porte-avions aura toujours cette capacité d’entraînement de nos partenaires européens. »

Le Charles de Gaulle permet également la mise en œuvre d’un avion de guet aérien conférant une large maîtrise de l’espace aérien environnant (hémisphère d’un diamètre de 200 nautiques au lieu de 60 nautiques avec un hélicoptère comme c'est le cas des porte-avions des marines autres que la marine américaine ou la marine française) et de ce fait il est le seul porte-avions non américain pouvant commander et contrôler (mission C2) au profit d'un des deux CAOC (Combined Air Operations Center) de l'OTAN, des COMAO (COMposite Air Operation), c'est-à-dire des raids complexes d’aéronefs différents réalisant des missions à objectifs multiples dans la profondeur des lignes ennemis, comme ce fus le cas lors de l'opération Chammal.
Selon le contre-amiral Hervé de Bonnaventure, commandant de la Force maritime de l'aéronautique navale (ALAVIA), les lois internationales disposant la liberté de circulation maritime jusqu'à 12 nautiques permettent à un porte-avions de s'approcher des côtes de 154 états dans le monde, l'important rayon d'action du Rafale Marine, la possibilité de le ravitailler en vol et de tirer les missiles de croisière SCALP EG et ASMP-A, font du couple Charles de Gaulle / Rafale un outil capable de traiter des objectifs au cœur des états hostiles. Le capitaine de vaisseau Éric Aymard commandant du GAé (COMGAé) déclare que « le Charles de Gaulle nous a véritablement ouvert un nouveau champ opérationnel et j'estime que nous sommes passés dans une autre catégorie. Le porte-avions nucléaire se révèle parfaitement adapté aux opérations soutenues et nous pouvons lancer dans un laps de temps bien plus de sorties que depuis une unité de la classe Clemenceau. Je vais vous donner une comparaison qui résume tout. Pendant le conflit en Bosnie, de 1993 à 1996, le Clemenceau et le Foch se sont relevés quasi sans discontinuité en mer, et avec 35 avions, nous avions généré environ 1 500 sorties opérationnelles en trois ans, essentiellement de jour. En Libye, avec 18 chasseurs et Hawkeye seulement, ce sont 1 573 sorties qui ont été effectuées, de jour comme de nuit, en un peu plus de cinq mois. »
L’amiral Jean-Philippe Rolland, commandant la force d’action navale déclare : « Un porte-avions permet d’organiser, de constituer et de projeter un groupe aéronaval. Et posséder un groupe aéronaval, c’est pouvoir tirer le meilleur parti des moyens qui le composent. Ceux-ci ne se résument pas au porte-avions et au groupe aérien. Une frégate de défense aérienne est plus puissante lorsqu’elle agit au sein d’un groupe aéronaval que seule ou dans un groupe de frégates. Un sous-marin nucléaire d’attaque est plus performant lorsqu’il agit en soutien d’un groupe aéronaval car un tel groupe fait accéder tous les échelons de commandement et d’exécution à une connaissance du théâtre qui est plus large, plus détaillée et plus riche. Les équipages engagés dans un groupe aéronaval sont rapidement hissés au meilleur niveau de maîtrise de leur savoir-faire. C’est d’ailleurs pour cette raison sans doute qu’un porte-avions attire des frégates alliées comme on l’a vu à l’occasion de l’appareillage du Charles de Gaulle – nous pourrons y revenir. Un porte-avions rend ceux qui l’accompagnent mieux informés, plus forts et plus performants. »
Puis il compare le couple porte-avions Charles de Gaulle/Rafale avec le couple de HMS Queen Elizabeth : « Le F-35 est un avion imposant, de cinquième génération, qui, à pleine charge, sera sans doute plus lourd que le Rafale. Il emportera beaucoup de carburant, sans doute un peu plus que le Rafale. Il en consommera une grande partie pour décoller et pour se poser, si bien que la quantité de carburant disponible pour la mission sera inférieure à la charge utile théorique. Le F-35 est un avion furtif, dont l’armement est en soute, à la différence du Rafale, qui a un armement visible sous les ailes : cela restreindra sa charge utile et il est probable que ses capacités seront moindres en termes de munitions. Le F-35, enfin, n’aura pas la capacité de ravitaillement en vol en interne d’un groupe aérien. Le Rafale marine est capable de ravitailler en l’air un autre Rafale : en configuration dite « nounou » ou « super-nounou », il peut donner jusqu’à huit tonnes de pétrole à un autre Rafale. Même si l’on ne dispose pas d’un A330 Phénix ou d’un ravitailleur américain, on est capable de projeter très loin dans la profondeur, de manière autonome, en mettant des Rafale en configuration « nounou ». Le porte-avions britannique n’aura pas cette possibilité... ».

### Système de propulsion
Le porte-avions est propulsé par deux réacteurs nucléaires à eau pressurisée K15 (surnommés Adyton et Xena) de 150 MW chacun, l'équivalent de la production des deux barrages hydroélectriques du lac de Sainte-Croix. Ces réacteurs fournissent de la vapeur actionnant deux groupes de turbines, chacune reliée par un réducteur à l'une des deux lignes d'arbres d'hélice : l'une (à tribord) de 125 m de long pour les turbines avant et l'autre (à bâbord) de 75 m de long pour celles de l'arrière. Il faut 55 officiers mariniers atomiciens pour s'occuper de la salle des machines du navire.
La puissance nominale de 83 000 ch permet d'atteindre la vitesse maximale de 27 nœuds, nécessaire pour assurer en toute sécurité des catapultages de Rafale en configuration de masse maximale par vent vrai nul. Cette vitesse maximale est inférieure de 5 nœuds à celle des porte-avions français précédents, le Clemenceau et le Foch dont la puissance était de 126 000 ch.
Selon la DCN (désormais Naval Group), la vitesse n'est pas un but en soi : l'important c'est la capacité à faire décoller les avions les plus lourds, par mer force 6 ou 7, grâce à la longueur des catapultes et au système SATRAP (Système Automatique de TRAnquillisation et de Pilotage) - voir chapitre suivant.
Le choix de la propulsion nucléaire a été motivé par plusieurs avantages jugés essentiels pour ce type de bâtiment :
- l'autonomie énergétique qui est de 7 ¹⁄₂ ans[22] entre deux rechargements du combustible nucléaire, contre quelques jours pour un bâtiment utilisant un combustible fossile (fioul ou gaz) ;
- les incertitudes sur les fluctuations de prix et de disponibilité du combustible pétrolier pour les quarante années de service actif du porte-avions ont beaucoup pesé dans le choix du mode de propulsion : la charge de combustible nucléaire embarquée représente l'équivalent de 1,5 milliard de litres de combustible pétrolier ;
- la propulsion nucléaire permet de libérer sous le pont les espaces classiquement affectés au stockage du combustible utilisé par la propulsion à combustible fossiles ; les enceintes des réacteurs pèsent 900 tonnes mais n'ont que 10 mètres de hauteur et 10 mètres de diamètre ; ce faible encombrement permet d'embarquer 3 400 tonnes de carburant aviation et 600 tonnes de munitions « muratisées »[22], c'est-à-dire rendues inertes pour éviter les accidents[16]. Il est également possible d'embarquer 1 000 tonnes de gazole, afin de permettre au porte-avions de ravitailler en mer ses bâtiments d'escorte indépendamment des pétroliers-ravitailleurs du groupe aéronaval qui ne ravitaille (en moyenne) le Charles-de-Gaulle qu'une fois par semaine en carburant aviation (de façon à maintenir le potentiel à 70%) alors qu'un porte-avions classique comme le Clemenceau nécessitait 1 000 tonnes de mazout tous les trois jours pour sa seule propulsion. La réduction significative de la quantité de combustible à ravitailler procure un accroissement très significatif de la sécurité du porte-avions et de son pétrolier lors de la manœuvre de ravitaillement à la mer (RAM) qui nécessite de placer les deux bâtiments à une vitesse modérée (comprise entre 10 et 15 nœuds), et distants l'un de l'autre de 42 à 49 m, les rendant ainsi plus vulnérables à une éventuelle attaque sous-marine et perturbant la conduite des opérations de combat ;
- la possibilité de monter en allure de 0 à 20 nœuds en 4 minutes et d'atteindre une vitesse de 27 nœuds en 7 minutes, accroît considérablement sa capacité de survie lors de manœuvres d'évitement et lui permet de catapulter ses Rafale avec leur charge maximale et en toute sécurité. Sur un porte-avions à propulsion classique, accroître la puissance disponible oblige à allumer une ou plusieurs chaudières supplémentaires (six chaudières sur le Clemenceau) ce qui peut prendre plusieurs dizaines de minutes[38] ;
- le directeur adjoint du programme à la DGA, estimait que « eu égard aux caissons protecteurs placés tout autour du bateau, le missile intelligent qui peut entrer par un bout de la coque du porte-avions Charles de Gaulle et atteindre le circuit primaire du réacteur (son point sensible) n'existe pas »[38].

### Système Automatique de stabilisation SATRAP
Le porte-avions est équipé d'un système de stabilisation SATRAP : (Système Automatique de TRAnquillisation et de Pilotage). Ce système permet de réduire les mouvements non désirés du navire : le roulis, le lacet, l’embardée et la gîte. Il coordonne, par l'intermédiaire d'un calculateur centralisé, l'action des différents organes : deux paires d'ailerons stabilisateurs et le gouvernail servent à « tranquilliser » la plate-forme en réduisant les mouvements de lacet, de roulis et d'embardée. L'ensemble de masses mobiles pour « COmpenser la GITE » (Cogite), composé de douze lignes de wagonnets métalliques (représentant une masse totale de plus de 240 tonnes) se déplaçant dans des tunnels perpendiculaires à l’axe de la coque, permet au porte-avions de virer à plat et de compenser la gîte générée par le déplacement des aéronefs sur le pont d'envol. La combinaison des deux systèmes (tranquillisation et Cogite) permet de mettre en œuvre son groupe aérien embarqué dans des conditions de mer dégradées.
Ce système de stabilisation donne une gîte limitée à 1° par force 3-4 et de 3° maximum par force 6, il permet au Charles de Gaulle de mettre en œuvre des avions de 20 tonnes par mer de force 5 et 6. Par comparaison, le Clemenceau et le Foch avaient été étudiés pour l'emploi d'appareils de 13 tonnes par mer force 3 à 4.

### Groupe aérien embarqué (GAE)

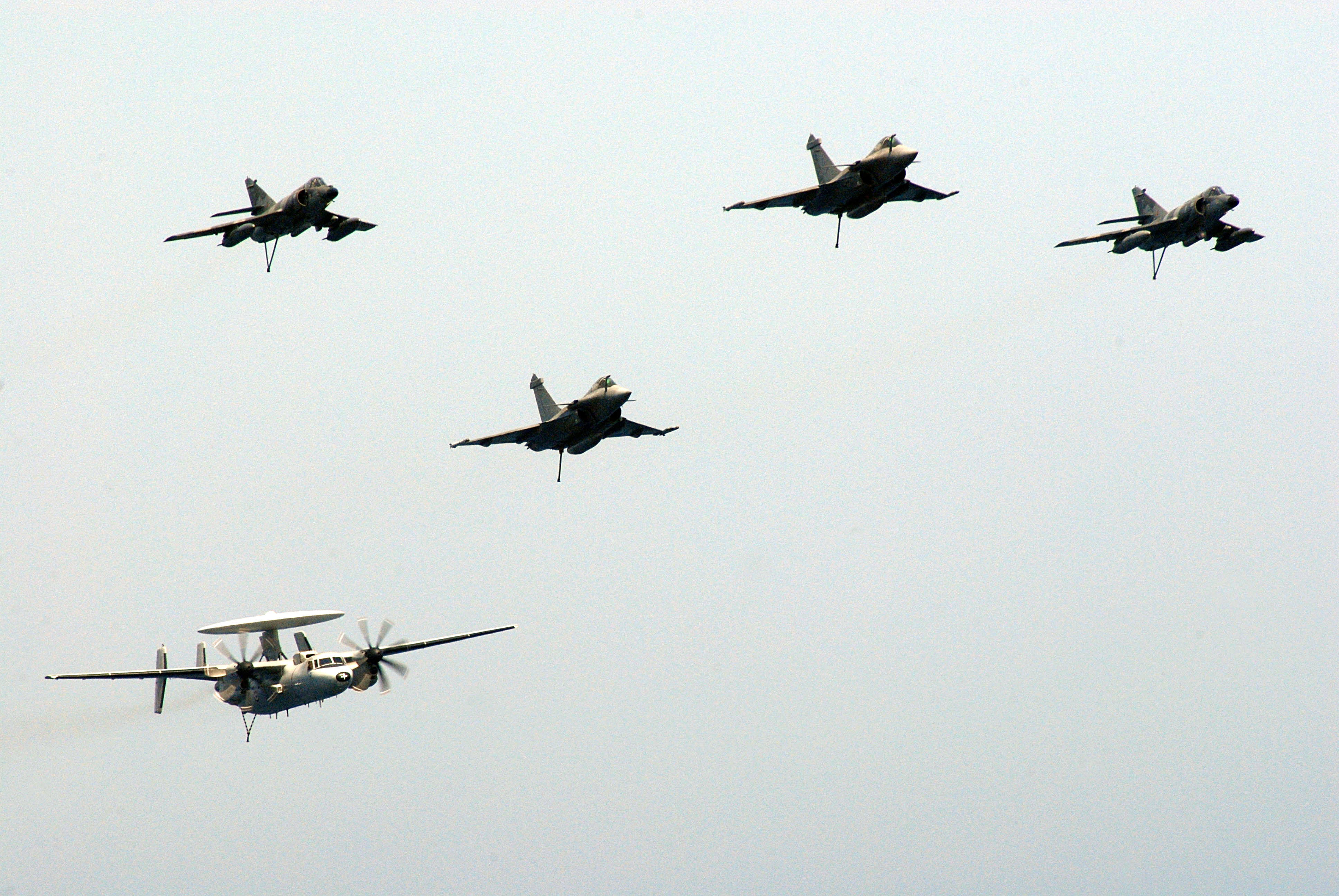
Deux Rafale, deux Super-Étendard et un Hawkeye du Charles de Gaulle (12 avril 2007).

Le groupe aérien embarqué (GAE) varie selon les missions, et peut atteindre 40 aéronefs qui depuis le dernier arrêt technique majeur (ATM) peuvent tous être rangés dans le hangar :
- 30 (avec un maximum de 36[41]) chasseurs-bombardiers Rafale Marine F3-R selon l'embarquement de 2 ou 3 des Flottilles 11F, 12F et 17F. Les chasseurs-bombardiers Super-Étendard modernisé (SEM) ont été retirés du service avec le dernier catapultage d'un Super-Étendard, piloté par le commandant de la flottille de la 17F, qui a eu lieu le 16 mars 2016[42].
- 2 avions de guet avancé et de contrôle aérien E-2C standard Hawkeye 2000 de la Flottille 4F qui permettent de suivre 2 000 pistes propres et 700 pistes ou points de référence issus d'autres unités jusqu'à une distance de plus de 250 nautiques avec le Radar et jusqu'à plus de 300 nautiques avec le transpondeur IFF[43]; des adaptations électriques ont été effectuées lors du dernier ATM afin d'être prêt à recevoir les E-2D Advanced Hawkeye qui remplaceront les E-2C entre 2026 et 2028[44] ;
- 1 hélicoptère AS365F Dauphin (Pedro) de la flottille 35F, pour les opérations de SAR de jour ou de nuit (3 heures d'autonomie à 70 nœuds, utilisation des jumelles JVN pour le plongeur et le treuilliste mais pas pour les pilotes) ; les Dauphin mènent aussi des missions de liaison vers la terre ou d'autres bâtiments (5 passagers à 120 nautiques) et de ravitaillement (dite « Vertrep ») à partir du pétrolier-ravitailleur avec des charges de 450 kg ;
- 1 hélicoptère AS565 Panther ISR au standard 2 pour les missions de renseignement d'intérêt maritime (ISR). Le Panther, version militaire du Dauphin précité, dispose en plus de liaisons de données tactiques ;
- des hélicoptères de manœuvre servant pour du transport de charges lourdes ou pour des opérations spéciales comme les missions de recherche et sauvetage au combat (RESCO) :
  - des hélicoptères NH90 Caïman marine de la flottille 31F et 33F,
  - des hélicoptères AS532 Cougar de l'ALAT,
  - des hélicoptères SA330 Puma de l'ALAT pour des missions de liaison SAR de jour ou de nuit (jumelles JVN pour les pilotes). Les Puma de l'ALAT ne disposent pas de radar, ils sont donc guidés par le Charles-de-Gaulle qui les prend en recueil radar,
  - des hélicoptères H225M Caracal (anciennement EC725) des trois armées, notamment de la flottille 32F.

En 2014, pendant la mission Bois-Belleau, le parc des deux flottilles de chasseurs incluait 11 Rafale Marine et 9 Super-Étendard. Lors de la dernière période d'IPER (indisponibilité périodique pour entretien et réparations) programmée en 2017, les installations techniques et zones stockages de pièces spécifiques au Super-Étendard ont été démontées puisque depuis 2016, les trois flottilles de chasse de la Marine nationale ne le mettent plus en œuvre (bascule sur le Rafale Marine). Le gain de place obtenu par l'homogénéisation des installations techniques et des zones de stockage permettra de mettre en œuvre deux flottilles avec 24 Dassault Rafale, et même en cas de nécessité jusqu'à 30 (en plus des Hawkeye et des hélicoptères) selon le Commandant du GAé en prélevant des appareils de la troisième flottille de soutien normalement en régénération à la BAN de Landivisiau pour renforcer les deux flottilles en alerte.
De même, l'hélicoptère Alouette III (Pedro) de la flottille 22S pour les opérations de SAR Jour a effectué sa dernière mission sur le Charles de Gaulle à la fin de la mission Arromanche 3 le 15 décembre 2016.
La capacité maximale aérienne est de 100 vols par jour pendant 7 jours par pontées massives de 20 à 24 avions, renouvelables toutes les 4 heures ou par pontées enchaînées de 4 à 8 avions toutes les 1 h 30 min environ. Le Charles de Gaulle peut catapulter un avion toutes les 30 secondes. Comme les catapultes avant et latérales débordent sur la piste oblique, l'appontage et le catapultage simultanés sont impossibles.
La soute à munitions de 4 900 m3 beaucoup plus spacieuse que celle de la classe Clemenceau (3 000 m3) permet d'emporter près de 600 tonnes de munitions, ce qui est suffisant pour couvrir l'ensemble des missions pendant plusieurs semaines sans faire appel au pétrolier ravitailleur du GAN task force 473.
Lors d'un appontage, le pilote du Rafale dispose de 90 mètres pour passer de 220 km/h à zéro, encaissant une décélération de choc dans une manœuvre qu'il doit réussir en 1,5 seconde. Cela représente une décélération de 40 m/s2, soit environ 4 g. Les pilotes sont guidés par les officiers d'appontage (OA) qui disposent de plusieurs systèmes d'aide et peuvent demander au pilote de remettre les gaz pour éviter un accident :
- une optique principale de 3e génération (OP3) : Le miroir d'appontage (souvent appelé du vocable anglais meatball (en)) diffuse un pinceau lumineux visible à très grande distance et permet de guider le pilote en approche vers la pente idéale en couvrant un angle vertical de 1° 30′, soit 40 m à 1 nautique du pont. Lors de l'ATM de 2017-2018, l'ancien miroir OP3, âgé de 40 ans et qui avait servi à bord des porte-avions Clemenceau et Foch, a été remplacé par une nouvelle optique IFLOLS (Improved Fresnel Lens Optical Landing System)[44].
- un dispositif d'aide à l'appontage laser nouvelle génération (DALAS-NG) : Ce système composé d'une tourelle orientable et d'un détecteur optronique, est utilisé de jour (imagerie HD) comme de nuit ou par mauvais temps (imagerie infrarouge) informe l'officier d'appontage de la position des avions en approche avec une très grande précision qui permet de détecter et d'assurer un début de suivi des avions à partir d'une distance entre 8 et 10 nautiques[49]. Le faisceau laser est réfléchi par un réflecteur disposé sur le train avant des Rafales ou des SEM et sur le train gauche des E-2C Hawkeye. Une caméra vidéo IR thermique Murène montée sur le châssis de l'OP3 et une seconde caméra vidéo complètent le DALAS-NG[50].
- Deux systèmes MOVLAS (Manually Operated Visual Landing Aid System) peuvent également être installés en moins de 10 minutes à bâbord en cas de panne de l'OP3 qui est alors bloqué manuellement à une pente de 3° 30′.

Le groupement technique aéronautique du Charles de Gaulle assure un service H24 pour permettre d'entretenir et réparer tous les aéronefs présents à bord. Ils disposent pour cela d'un stock de plus d'un million de pièces de rechange, de plusieurs ateliers et hangars, d'un banc d'essai réacteur pour les Atar 8K50 des SEM et d'un second banc pour les SNECMA M88-2 des Rafale. Le taux de disponibilité des Rafale est de 94 % et celui des Hawkeye est supérieur à 90 %, ce qui selon la Marine nationale constitue un niveau à faire pâlir d’envie n’importe quelle force aérienne.
12 Rafale F5 seront commandés en 2029, pour remplacer les appareils les plus anciens. Les Rafale marine sont les premiers à avoir été livrés (de 2001 à 2017), ils évoluent dans un milieu maritime salin agressif, et subissent  des contraintes mécaniques fortes lors des catapultages et des appontages. En 2024, la marine en possède 42 exemplaires, au standard F3R.

### Système d'armes
Le système tactique SENIT 8 du Charles de Gaulle est le cœur du Système d'armes qui dispose d'un ensemble de capteurs radars de veille à courte et moyenne portée et de radars secondaires pouvant suivre 2 000 contacts aériens, navals ou sous-marins. Le porte-avions assure le commandement de la lutte anti-surface pour l'ensemble du Groupe aéronaval, alors que la frégate de défense aérienne (FDA) en assure le commandement de la lutte anti-aérienne et anti-missile.
Les armes d'autodéfense mettent en œuvre des missiles sol-air, en particulier les deux systèmes SAAM (Système d'Armes anti-missiles) armés de trente-deux missiles Aster 15 (16 cellules pour le lanceur Sylver de tribord avant et 16 autres sur celui de bâbord arrière) qui constitue le troisième et avant-dernier rideau de défense après les chasseurs Rafale M, les seize missiles Aster 30 et seize missiles Aster 15 de la frégate de défense aérienne (FDA) qui assure le commandement de la lutte anti-aérienne et anti-missile du groupe aéronaval, et avant les deux lanceurs Sadral armés de 12 missiles Mistral. Les missiles Aster des FDA ou du Charles de Gaulle considérés par les spécialistes comme les plus performants du monde en 2016 peuvent être tirés en salve contre une attaque saturante omnidirectionnelle. Ils sont efficaces sur 360° et selon le chef du service Arme du Charles de Gaulle, ils assurent une bulle de sécurité totale de 10 nautiques contre tous les missiles subsoniques ou supersoniques actuellement en service, y compris ceux qui seraient tirés de très près par un sous-marin et le système de défense du Charles de Gaulle est réputé plus efficace que celui plus ancien des porte-avions américains actuellement en service. Lors du passage dans certains détroits ou canaux dangereux, les deux lanceurs Sadral sont complétés par deux lanceurs de missile Mistral sur trépieds disposés à l'avant et à l'arrière du pont. Au cas où un missile aurait passé les trois barrières d'Aster et de Mistral, le Charles de Gaulle dispose d'un système de guerre électronique et de brouilleurs ARBB33 qui selon le chef du service LAS) est optimisé contre les autodirecteurs des missiles anti-navire les plus modernes et la faible signature radar du Charles de Gaulle rend l'usage des lances-leurres électroniques obsolètes. Pour la défense asymétrique, le Charles de Gaulle dispose de cinq mitrailleuses de 12,7 mm à changement rapide du canon (CRC). Elles sont utilisées contre toutes types d'embarcations et mis en œuvre par son détachement permanent de fusiliers-marin. Ils disposent d'armement individuel dites « d'infanterie » : Pistolet HK USP 9 x 19 mm parabellum, fusils automatiques FAMAS G2 5,56 x 45 mm OTAN, fusils pompe FAP Valtro PM 12 x 76 mm, fusils de précision HK G3 7,62 x 51 mm OTAN avec lunette pour tireur d'élite, fusils mitrailleur minimi 5,56 x 45 mm OTAN, fusils mitrailleur AANF-1 7,62 x 51 mm OTAN mm.
Une équipe NEDEX (Neutralisation Destruction d'EXplosifs) de quatre démineurs est embarquée par précaution, en cas de découverte d'un colis piégé à bord.
Il dispose de la liaison de données tactiques liaison 16. Il participe au réseau en tant que centre de contrôle et de commandement (plate-forme C2). Il peut à ce titre, prendre le contrôle de chasseurs sur le Groupe de Participation Liaison 16 Control et leur assigner diverses missions ; les chasseurs (plates-formes Non-C2) sont informés de la situation tactique en écoutant le Groupe de Participation Liaison 16 surveillance.
Il continue à mettre en œuvre la Liaison 11 car de nombreuses plates-formes du Groupe aéronaval français ne disposent que de cette Liaison de Données Tactiques.
Afin de permettre la tenue d'une image tactique et opérative unique, il travaille en configuration multi-liaisons (Liaison 16 + Liaison 11) ; à cette fin, il met en œuvre une fonction de dataforwarding qui permet l'échange de données entre les deux liaisons de données. Un lien satellitaire (via Syracuse 3) devrait permettre la mise en œuvre dans le futur de la Liaison de Données Tactiques J-Over IP ; dès aujourd'hui, il possède la capacité de mettre en œuvre le JREAP-C (en) qui lui permet de transmettre des messages de la série-J empaquetés sous IP. Il dispose des structures d'accueil d'une cellule JICO.
Il est important de noter qu'en mettant en œuvre pleinement les principes définis dans le concept de guerre en réseau ou NCW (Network centric warfare), les plates-formes Non-C2 (essentiellement les Dassault Rafale), une fois pris sous contrôle après catapultage, font entièrement partie du système d'armes du porte-avions, où elles agissent en tant que plates-formes Non-C2 c'est-à-dire en tant que senseurs et d'armes du SENIT 8.

### Navigation
Le Charles de Gaulle est équipé de trois centrales de navigation inertielle SIGMA 40 PA CDG conçues par Safran Electronics & Defense.

### Électronique
- Radar de veille air tridimensionnel SMART-S MK2 (bande S) ;
- Radar de veille air lointaine DRBV-26D (bande L ; portée 370 km) ;
- Radar de veille combinée surface-air basse altitude DRBV-15C Sea Tiger Mk2 (bande S ; portée avion 100 km, missile 50 km) ;
- Radar de conduite de tir ARABEL (bande X) ;
- 2 radars multirôles Scanter 6000 servant à la navigation, à la surveillance tactique de la surface, au contrôle aérien des hélicoptères et aux missions de recherche et sauvetage (SAR)[56]. ;
- Radar secondaire ou IFF
- Veille infrarouge Vampir DIBV-2 ;
- Leurre antimissile Sagaie ;
- Leurre antitorpille SLAT[57];
- Suite de guerre électronique (Détecteur Radar ARBR-21 / 2 brouilleurs radar ARBB-33 / intercepteur COMINT ARBG-2 MAIGRET) ;
- Système de navigation aérienne (TACAN) NRBP-20A[58];
- Système de transmission par satellites Syracuse 3, Fleet Satellite Communications System, Inmarsat ;
- Système de combat SENIT8 (liaison 11, liaison 16 et passerelle d'échange entre ces deux liaisons de données tactiques).

### Équipement de sécurité et installations médicales
- 1 000 détecteurs d'incendie de haute technologie associés à différents systèmes d'extinction selon les zones.
- 620 m2 pour l'infirmerie et l'hôpital[59].
  - L'infirmerie est dotée de trois cabinets de consultation, d'un cabinet dentaire, d'un laboratoire d'analyse médicales, d'un secrétariat, de deux salles de soins, d'une salle de biométrie/radiologie et d'un laboratoire de développement radio.
  - L’hôpital est doté d'une salle déchoquage/triage/réanimation, un bloc pour la chirurgie orthopédique, un bloc pour la chirurgie viscérale, une salle de traitement des grands brûlés, une salle de réveil de quatre lits, une chambre collective pour les patients, deux chambres à deux lits pour patients en isolement et une soute à médicaments ;
  - un ascenseur relie directement le pont d'envol aux installations médicales pour gagner du temps lors du transfert d'un patient vers la terre via un hélicoptère, soit pour prendre en charge un pilote ou un marin blessé ;
- Le personnel qui travaille en H24 est composé au minimum de deux médecins, huit infirmiers et deux personnels administratifs, complétés en cas de mission de longue durée par un spécialiste en médecine aéronautique, deux chirurgiens, un médecin-anesthésiste-réanimateur, un infirmier de bloc opératoire, et deux aides-soignants, un technicien de laboratoire, un chirurgien-dentiste, un manipulateur radiologiste pour le Scanner corporel, un kinésithérapeute[23].

### Cuisines et équipements de confort
- Les deux cuisines et les salles de restauration (carré amiral, carré officiers, carré des officiers supérieurs, carré des officiers subalternes, salle à manger des officiers-mariniers, cafétéria équipage) sont servies par 73 personnes dont deux brigades de quinze cuisiniers chacune ;
- Les menus sont les mêmes pour tous les membres d'équipage quel que soit le grade ;
- Les 1 000 m3 d’entrepôt permettent de stocker 315 tonnes de vivres qui permettraient de tenir 45 jours en totale autonomie sans ravitaillement de pétrolier-ravitailleur. La consommation quotidienne est de 500 kg de légumes frais, 400 kg de fruits frais, 600 kg de viande, 500 kg de farine pour produire 500 kg de pain et 10 000 petits pains. Des viennoiseries sont produites le dimanche[23].

## Histoire

### Contexte
Le porte-avions Charles de Gaulle remplace le Clemenceau, un porte-avions à propulsion classique (chaufferie à vapeur fonctionnant au mazout et turbines), en 2001. Le Clemenceau et son sistership le Foch furent armés respectivement en 1961 et 1963 ; le besoin d'un remplacement avait été identifié en 1973.
En 1975, un programme militaire est adressé au STCAN de la DCN à Paris pour étudier un projet à propulsion nucléaire baptisé PH 75. Ce porte-aéronefs mesurerait 208 m de long dont 202 m de pont d'envol dont la largeur maximale atteindrait 46 m, le déplacement serait de 18 400 t. La propulsion serait assurée par un réacteur nucléaire CAS230 associé à deux turboréducteurs-condensateurs de 65 000 ch chacun avec deux diesels de secours d'une autonomie de 3 000 nautiques à 10 nœuds. La vitesse maximale serait de 28 nœuds. Le hangar aéronautique (L 84 m x l 21 m x h 6,5 m) permettrait d'emporter 25 hélicoptères Lynx, ou 15 SA330 Puma ou 10 SA321 Super-Frelon. L'armement défensif serait composé de deux batteries de missile sol-air crotale et quatre canons bitubes de 40 mm antiaériens. L'effectif global serait de 1 000 hommes. L'équipement électronique comporterait un radar DRBV-26 de veille air, un radar DRBV-51 de veille combinée, deux radars DRBC-32 de conduite de tir, un sonar DUBA 25 et deux DECCA pour la navigation.
La construction de trois unités PH-75 était envisagée.
Des essais anti-collision du compartiment nucléaire, par les plus gros navires, sont réalisés à la DCN à Brest, sur maquettes.
Le choix d'une propulsion nucléaire était dicté par la conjoncture de l'époque, afin de conforter l'indépendance de la politique étrangère et de l'action militaire de la France. D'après certains calculs, le combustible nucléaire devait éviter l'achat de près de 1,5 milliard de litres de pétrole sur vingt ans. En 1977, le programme, rebaptisé PA-75, sera étendu à la conception d'un nouveau porte-avions, l'option étant ouverte entre la refonte des porte-avions Clemenceau et Foch et la construction d'une nouvelle génération de porte-avions nucléaires, adaptés au lancement d'avions à décollage court.
Le projet est terminé en 1979, mais les études de construction ne seront pas entreprises. Le projet de Porte-Hélicoptères PA-75 sera remplacé par celui d'un porte-avions à propulsion nucléaire dotés de catapultes.

### Construction
La construction du Charles de Gaulle a débuté le 24 novembre 1987.
La structure fut assemblée en avril 1989 aux chantiers navals de la DCN, à Brest. Achevé en mai 1994 le porte-avions était alors, avec un déplacement de 42 500 tonnes, le plus lourd bâtiment de guerre lancé en Europe de l'Ouest depuis le porte-avions HMS Ark Royal de 1950.
Le nom initialement choisi en 1986 était Richelieu, nom traditionnel dans la Marine française pour ses bâtiments importants, honorant la mémoire du duc et cardinal de Richelieu, homme politique illustre de l'histoire de France. Mais le projet a été renommé Charles de Gaulle l'année suivante par le Premier ministre de l'époque, Jacques Chirac.
La construction du Charles de Gaulle a représenté 25% de la charge de travail de la DCN-Brest entre 1990 et 1996 et le chantier a mobilisé entre 1 000 et 1 200 personnes selon les périodes pour 13 millions d'heures de travail, 2 millions d'heures d'études et 11 millions d'heures pour la construction. C'était alors l'un des plus grands chantiers de France.
Le budget du programme Charles de Gaulle est de près de 20 milliards de francs, dont les deux tiers pour la construction du porte-avions, soit environ 3 milliards d'euros, environ 2,2 milliards de dollars US à comparer aux 4,3 milliards de dollars américains du porte-avions USS Ronald Reagan qui est entré en service la même année.
Le porte-avions a été officiellement armé et admis au service actif le 18 mai 2001.

### Essais, mises au point techniques et modifications apportées

#### Allongement de la piste oblique du pont d'envol

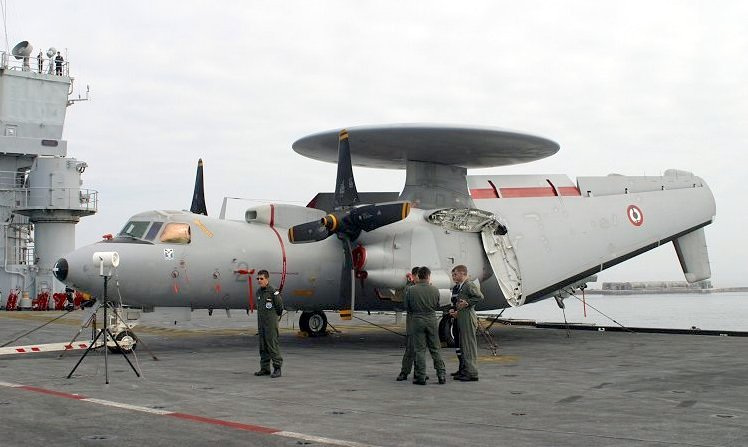
Un avion d'alerte radar E-2C Hawkeye sur le pont d'envol.

Les premiers essais en mer du Charles de Gaulle en janvier 1999 permirent d'identifier la nécessité d'allonger la piste oblique pour permettre l'appontage des E-2C Hawkeye avec des configurations dégradées des brins d'arrêt.
À l'origine du programme, en 1986, le porte-avions avait été conçu pour permettre le catapultage, l'appontage et les manœuvres sur le pont du Super-Étendard, du Rafale Marine, du Breguet Alizé et éventuellement du F/A-18 C/D.
Le choix, en 1992, d'acquérir 3 E-2C Hawkeye neufs pour la somme de 6 milliards de francs comme avion de guet a modifié la donne. Le pont était certes dimensionné pour permettre un catapultage et un appontage dans des conditions de sécurité normale, mais son maniement en bout de piste, lors d'appontages dans des conditions extrêmes, aurait risqué de ralentir son acheminement au parking et d'empêcher les autres appareils de se succéder rapidement. L'appareil a en effet une envergure très importante pour un avion embarqué, avoisinant les 25 mètres.
Les médias non spécialisés ne manquèrent pas d'ironiser sur cette opération, alors que :
- ce genre de modifications de pont d'envol et installations d'aviation est plutôt courant sur les navires de ce type prévus pour fonctionner 40 ou 50 ans avec des systèmes d'armes et un parc d'aviation en permanente évolution et à un rythme rapide. Aussi est-il souhaitable que les porte-avions puissent commodément s'adapter à ces changements ;
- les mêmes travaux avaient dû être réalisés sur le Foch et le Clemenceau quand l'avion F-8 Crusader a été mis en service ;
- les cinq millions de francs dépensés pour l'allongement nécessaire à la modification des tôles du pont d'envol et de la coque ne représentaient que 0,025% du coût de construction du Charles de Gaulle[64].

#### Vibrations zone arrière
Du 18 au 30 mars 1999, un phénomène vibratoire est apparu au niveau de l'appareil à gouverner lors des essais à grande vitesse. Malgré ces difficultés, le Charles de Gaulle pouvait néanmoins atteindre une vitesse de 28 nœuds en naviguant à un cap constant. Des études complémentaires ont permis de localiser la source des dysfonctionnements : les safrans arrière ont été légèrement déplacés pour se situer dans l'axe des hélices.

#### Protection radiologique
Au cours des travaux d'études finales et de construction, la décision fut prise de mettre en conformité la protection radiologique avec les dernières normes CIPR en vigueur, rendues applicables entre-temps. Ceci nécessita des modifications limitées des protections radiologiques à proximité des réacteurs.
Le 28 février 2000, au cours d'un essai d'un réacteur nucléaire, une combustion d'éléments de protection radiologique proches du réacteur provoqua l'émission d'une épaisse fumée restée contenue dans l'enceinte de confinement des réacteurs.
Pour être efficace, le matériau, du bois compressé imbibé de bore et d'autres composants, donc sensible à la température, doit être proche des enceintes chaudes du réacteur. Son positionnement plus précis au montage et l'amélioration de sa protection thermique ont résolu le problème.

#### Bris de l'hélice bâbord
Durant la nuit du 9 au 10 novembre 2000, alors que le porte-avions naviguait en Atlantique ouest, faisant route vers Norfolk, en Virginie, une pale de l'hélice bâbord se brisa, et le navire dut retourner à Toulon pour remplacer l'hélice défectueuse. L'enquête qui suivit mit en évidence que les hélices de remplacement comportaient les mêmes défauts de structure : des retassures (défauts survenant lors du refroidissement du métal coulé dans le moule) près de l'axe des hélices (réalisées d'une pièce dans un alliage cuivre-aluminium) ; ce défaut est dû au fournisseur Atlantic Industrie, qui avait effectué des compressions de son personnel le plus expérimenté[réf. nécessaire]. Les hélices du Foch et du Clemenceau, moins adaptées au Charles de Gaulle ont été utilisées, ce qui devait limiter la vitesse maximale à 25 nœuds, au lieu des 27 nœuds prévus. Le 5 mars 2001, il appareille avec deux anciennes hélices, et réalisa des pointes de vitesse à 25,2 nœuds aux essais.
Les anciennes hélices sont remplacées fin mai 2008 par deux hélices Rolls-Royce Naval Marine de 20 tonnes et 6 mètres de diamètre, fabriquées aux États-Unis, permettant l'accueil des Rafale F3, dont l'appontage en situation difficile requiert un porte-avions marchant au moins à 27 nœuds, ce qui, dans le cas où le temps le permet, est sa vitesse maximale.

#### Incident au gaz
Le 8 novembre 2001, un quartier-maître qui réalise une opération de maintenance de routine pour débloquer un clapet de non-retour défaillant sur l’une des 48 caisses du système de collecte des eaux usées du bâtiment, perd connaissance après avoir inhalé du sulfure d'hydrogène. Un second quartier-maître tente de le secourir et s'évanouit à son tour. Ils sont immédiatement secourus par l'équipe médicale de bord et envoyés à l'hôpital de Toulon. Le second quartier-maître reprend son service quelques semaines plus tard mais le premier reste plongé dans un coma profond, et sa famille décide de porter plainte. La marine nationale ne pouvait être mise en cause puisqu'un message en date du 10 août 2001 du commandement de la Force d’action navale (FAN), recommandait par précaution à tous les bâtiments d'appliquer la procédure d’intervention en espaces confinés lors des opérations de maintenance sur les caisses d’eaux usées. Cependant un mois plus tard, la commission d’hygiène et de prévention du bâtiment estime que le message n’est en fait qu’un rappel des procédures, qu’il ne concerne pas spécifiquement le compartiment abritant les caisses d’eaux usées puisque le constructeur, DCNS, ne l’a pas classé comme local confiné. Cinq marins sont alors mis en examen pour négligence alors qu'au moment des faits ils exerçaient des responsabilités en rapport avec l'accident, un maître principal responsable de la section collecteur-pompes, un enseigne de vaisseau et un lieutenant de vaisseau alors chef du service de sécurité, un capitaine de vaisseau alors officier de sécurité nucléaire, un contre-amiral alors commandant en second du bâtiment et qui en assurait le commandement au moment de la réception du message d'alerte de la FAN. Un premier jugement prononcé en novembre 2008 par la chambre militaire du tribunal correctionnel de Marseille, relaxe les deux officiers supérieurs mis en examen, et condamne les trois autres marins à des peines de trois mois à un an de prison avec sursis, les estimant coupables de graves négligences. En novembre 2010, la cour d’appel d’Aix-en-Provence déboute le parquet qui avait demandé une aggravation des peines et décide de relaxer définitivement trois des cinq marins mis en examen, et de réduire la peine de l'enseigne de vaisseau à 3 mois de prison avec sursis et celle du chef du service de sécurité à 6 mois de prison avec sursis considérant que « c’était à lui qu’il appartenait de signaler le risque ».

### Maintenance périodique majeure IPER ou ATM
Tous les 10 ans, pour le rechargement du combustible et la modernisation en profondeur des équipements, le porte-avions effectue un « arrêt technique majeur » (ATM) appelé aussi « indisponibilité périodique pour entretien et réparation » (IPER), d'une durée de 18 mois.

#### Premier arrêt technique majeur en 2008 (ATM1 dit IPER)
En 2008, le Charles-de-Gaulle est entré en cale sèche à Toulon, pour sa première grande période de maintenance programmée depuis sa mise en service, en 2001, dite IPER et renommée ATM depuis 2017.
La principale opération parmi les 80 000 lignes de travaux a été le remplacement des éléments combustibles des deux cœurs nucléaires qui a redonné un potentiel énergétique de 9 à 10 ans de propulsion et d’alimentation électrique.

#### Usure prématurée imprévue sur une ligne d'arbre
Le 13 mars 2009, alors qu'il était en phase de remontée en puissance après son IPER, le Charles de Gaulle a de nouveau été contraint d'arrêter ses activités à la mer du fait de « problèmes de fabrication et de conception » sur la ligne d'arbre. Selon un rapport parlementaire, « la conception du bâtiment dans les années 1990 s'appuie sur des données scientifiques et industrielles fondées sur les retours d'expérience des autres bâtiments de la Marine nationale à propulsion vapeur. Or, la technologie utilisée a atteint ses limites à bord du porte-avions Charles de Gaulle. En effet, les performances demandées en couple et en vitesse sont significativement plus élevées que celles des accouplements conçus auparavant. Il apparaît aujourd'hui que la durée cumulée du fonctionnement des accouplements du Charles de Gaulle ne peut excéder une vingtaine de milliers d'heures et non 100 000 heures comme initialement prévu ». Les travaux de l'ordre de 10 millions d'euros ont été réalisés par DCNS.

#### Revêtement de piste
Une autre intervention a été nécessaire sur le pont d'envol : le changement de la peinture du revêtement de la piste, qui s'était révélée trop abrasive pour les nouveaux câbles des brins d'arrêt. En 2011, ces travaux réalisés par DCNS ont été mis en œuvre à l'aide d'un procédé qu'elle a adapté, avec une peinture qui augmente l'adhérence des trains avant des avions lors des appontages, tout en réduisant leur sollicitation. Le résultat étant probant, le même revêtement est appliqué aux zones de roulage de la piste d'aviation et de parking à l'occasion d'une autre période d'entretien, en 2013.

#### Arrêt technique majeur (ATM2) mi-vie
En 2017, le Charles de Gaulle est entré en cale sèche, à Toulon, pour sa seconde grande période de maintenance programmée laissant à nouveau la France sans porte-avions pour environ dix-huit mois. Le chantier est placé sous la maîtrise d’œuvre de Naval Group et la maîtrise d’ouvrage conjointe de la Direction générale de l'Armement (DGA) et du Service de soutien de la flotte (SSF), son budget est de 1,3 milliard d’euros. Jusqu’à 2 100 personnes, dont 1 000 du côté de Naval Group et ses sous-traitants et 1 100 membres d’équipage du Charles de Gaulle ont travaillé sur le chantier dans une zone protégée de 280 000 m2 autour de la cale sèche des bassins Vauban.
Les principales opérations parmi les 200 000 lignes de travaux sont,:
- Le remplacement des éléments combustibles des deux cœurs nucléaires K15 qui redonneront un potentiel énergétique de 9 à 10 ans de propulsion et d’alimentation électrique.
- Le remplacement de plusieurs senseurs et capteurs.
- La remise à niveau des réseaux numériques, des baies et serveurs informatiques, du Système de Gestion de Combat SENIT 8 afin de conserver la capacité du Charles de Gaulle à combattre en parfaite interopérabilité avec les moyens les plus modernes de l’OTAN, en particulier avec les groupes aéronavals américains (Carrier Strike Group).
- Le Central Opération (CO) a été entièrement refait, avec de nouveaux écrans et consoles multifonctions, auxquels s’ajoutera pour la première fois sur un bâtiment de surface de la Marine nationale une table tactile numérique.
- La rénovation du PC Télec, du système de communication intérieure par phonie, et du Système Intégré de Navigation et d’Alignement (SINA) dont les centrales inertielles ont été remplacées par Safran.
- Le radar DRBJ-11B (bande S) installé à l’arrière de l’îlot sous un radôme, a été remplacé par un radar de veille 3D SMART-S (bande S) développé par Thales pour la veille air tridimensionnel et la désignation de cible (500 pistes) à moyenne (0,5 km - 150 km avec 27 rotations par minute) et longue portée (0,5 km - 250 km et 13,5 rotations par minute) qui apporte 20% de portée supplémentaire, dont 50 km pour les petits missiles et 200 km pour les avions de patrouille maritime (MPA)[70],[71] et 80 km pour la surface[70]
- L'entretien des radars de veille lointaine DRBV-26D et DRBV-15 qui ont été conservés car ils sont complémentaires (sensibilité, portée, masquages différents...) du nouveau SMART-S et peuvent être techniquement maintenus jusqu’au prochain ATM prévu vers 2028.
- Les deux radars de navigation DRBN-34A Racal-Decca ont été remplacés par deux nouveaux radar multirôles Scanter 6000 servant à la navigation, à la surveillance tactique de la surface, au contrôle aérien des hélicoptères et aux missions de recherche et sauvetage (SAR)[56].
- L’installation d'un système optronique multifonction EOMS NG de Safran, qui permet la veille et la poursuite infrarouge de type IRST et la gestion d'une conduite de tir électro-optique pour l’autoprotection contre les menaces aériennes et de surface, symétriques ou asymétriques.
- L’intégration d’un système panoramique Artemis (Thales) qui assure une vision panoramique à 360°, sans angle noir, de jour comme de nuit, et capable de détecter et suivre simultanément jusqu'à 200 menaces conventionnelles ou asymétriques[72].
- L'ancien miroir OP3, âgé de quarante ans et qui avait servi à bord des porte-avions Clemenceau et Foch, a été remplacé par une nouvelle optique IFLOLS (Improved Frenel Lens Optical Landing System)
- Le démontage des installations aéronautiques spécifiques au Super Étendard Modernisé (SEM) puisque les avions de combat du groupe aérien embarqué (GAE) sont maintenant tous des Rafale Marine.

Le 14 septembre 2018, après dix-neuf mois de travaux, le porte-avions quitte Toulon pour entamer sa campagne d'essais à la mer.

#### Troisième arrêt technique majeur (2027)
Il est prévu d'intégrer le radar Sea Fire 500 sur le Charles de Gaule lors de son troisième arrêt technique majeur  programmé en 2027. Il se substituera aux radars DRBV-26D (surveillance aérienne) et Arabel (conduite de tir antiaérienne) et serait également en mesure de remplacer les radar DRBV-15 (reconnaissance de l’espace aérien, de la surface de la mer et d’assignation de cible en bande S) et SMART-S (reconnaissance et surveillance 3D), qui pourraient cependant être conservés en redondance.
DGA Techniques aérospatiales [DGA TA], DGA Essais en vol [DGA EV], Airbus Helicopters et la Marine nationale mènent des essais pour vérifier que le Sea Fire 500 n’engendre pas de perturbations électromagnétiques qui pourraient entrainer des désordres dans le fonctionnement des équipements à bord du Charles de Gaulle, notamment les aéronefs. « Lorsqu’un aéronef (…) opère sur un bâtiment de surface, il subit des champs électromagnétiques forts, émis par les équipements du navire. Cet environnement peut perturber le fonctionnement des systèmes électriques et électroniques de type écrans, commandes de vol, régulation moteur, génération électrique » voire « mettre à feu une munition », indique la DGA, qui a eu recours à une chambre anéchoïque pour exposer un NH-90 à de « forts champs électromagnétiques, représentatifs de ceux émis à bord du porte-avions. Les résultats permettront de mesurer l’impact du rayonnement sur les systèmes de l’aéronef et ainsi d’augmenter leur résilience pour qu’ils restent opérationnels lors du fonctionnement du radar ».
Le nouveau système de gestion de combat SETIS 3.0 remplacera l’actuel SENIT 8.

## Outil militaire au service de la diplomatie française - Événements notoires

### Un outil militaire et diplomatique unique en Europe
Le Charles de Gaulle est le plus grand navire de guerre européen, et surtout le plus puissant, capable de projeter un groupe aérien de 40 aéronefs et qui le restera dans les années 2020 malgré la mise en service des deux nouveaux porte-avions britanniques, plus grands mais aux capacités inférieures. En effet, les deux porte-avions britanniques disposent d'un groupe aérien limité à une douzaine de chasseurs selon la dernière revue stratégique britannique de 2010, et sans possibilité de mise en œuvre d'avions de guet aérien tel que le Hawkeye car ils sont dépourvus de catapultes.
Le Charles de Gaulle est une base aérienne projetable au même titre que celles de l’Armée de l’air, mais dotée en plus d’ateliers de réparation, de carburant, de munitions et de rechanges. N’étant contraint par aucun accord d’un pays d’accueil, il peut être déployé immédiatement sur le théâtre d’opérations. Dès son premier déploiement en Afghanistan en décembre 2001, il permet à la France de commencer des missions avec des avions armés alors que les pays du Golfe n’autorisent alors au départ de leurs bases que des missions de reconnaissance d'avion non armés Mirage IV.
Il offre à la France un outil de diplomatie par le simple fait de son appareillage en raison de sa capacité polyvalente et graduée d’action en mer et de l'outil stratégique qu'il constitue par son utilisation de la liberté d’action des espaces maritimes. « Quand le groupe aéronaval a appareillé, il y a eu des effets politiques dus au 13 novembre 2015. Cela a provoqué une réaction de Poutine, qui a décidé de considérer la France comme alliée et a donné l'ordre au Moskva d'aller à la rencontre du Charles de Gaulle et de travailler de façon tout à fait conjointe » déclare le contre-amiral René-Jean Crignola qui est le premier non-américain à la tête de la Task Force 50 de l'OTAN avec le Charles de Gaulle comme navire-amiral.
Avec son importante capacité de projection en opération extérieure, le déploiement du Charles de Gaulle permet en 2016 à la France de tripler sa capacité de projection contre l'organisation État islamique.
De 2001 à 2016, le Charles de Gaulle a parcouru l’équivalent de plus de 30 tours du monde passant 2 071 jours en mer soit un peu plus de cinq ans et demi sans interruption sur l’eau et procédant à près de 80 000 catapultages et appontages.

### Permanence du groupe aéronaval
Alors que les États-Unis préparaient leur riposte au 11 septembre 2001 sous la forme de l'opération Enduring Freedom, les médias français se plaignaient du manque de puissance militaire déployable. À la même époque, la Commission de la Défense rapportait que la maintenance de la flotte était de mauvaise qualité. Dans ce contexte, le Charles de Gaulle, alors en réparation, était à nouveau l'objet de critiques, qui seront récurrentes et souvent fort caustiques par la suite.
Les États-Unis ont un taux de disponibilité de leur porte-avions de 50% soit six porte-avions disponibles en permanence. Avec un taux de disponibilité de 70% depuis 10 ans la Marine nationale fait mieux que l'US Navy, mais l'absence du second porte-avions rend les périodes d'indisponibilité du Charles de Gaulle très voyantes et provoque à chaque fois des polémiques. Le lancement du deuxième porte-avions (PA2) ayant été annulée par les présidents Sarkozy et Hollande, les études vont être recommencées lors de la LPM 2019-2025 afin de profiter des compétences des ingénieurs et techniciens qui ont travaillé sur les programmes Charles de Gaulle et PA2 pour définir le cahier des charges du remplaçant du Charles-de-Gaulle.

### Liaison 16

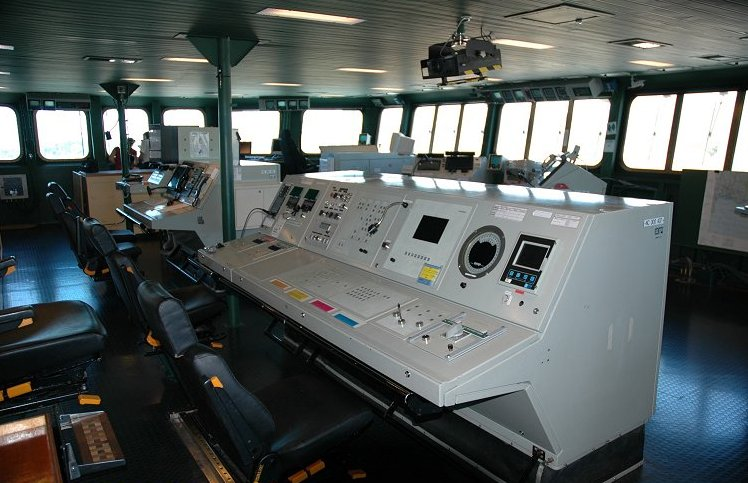
Passerelle de navigation du porte-avions Charles de Gaulle.

Le 11 octobre 2001, la frégate Cassard, quatre avions AWACS et le Charles de Gaulle participèrent à un essai de Liaison 16. Le réseau permit une surveillance en temps réel de l'espace aérien du Sud de l'Angleterre jusqu'à la mer Méditerranée. Les données collectées furent aussi retransmises en temps réel vers le Jean Bart via l'ancien système Liaison 11.

### Guerre d'Afghanistan: missionHéraclèsen 2001-2002
Le 21 novembre 2001, la France décida d'envoyer le Charles de Gaulle dans l'océan Indien pour soutenir les opérations de l'OTAN en Afghanistan.
La Task force 473, avec 2 900 hommes sous le commandement du contre-amiral François Cluzel appareilla le 1er décembre. La task force comprenait le porte-avions nucléaire Charles de Gaulle, les frégates La Motte-Picquet, Jean de Vienne et Jean Bart, le sous-marin nucléaire d'attaque Rubis, le pétrolier ravitailleur La Meuse et l'aviso Commandant Ducuing.
La force aérienne comprenait 16 Super-Étendard, un E-2C Hawkeye, deux Rafale et plusieurs hélicoptères.
Le 17 décembre 2001, la task force 473 fut intégrée dans une force internationale, à côté des groupes navals américains du USS Theodore Roosevelt et USS John C. Stennis, et du Giuseppe Garibaldi italien. La force incluait plus de cent navires, français, américains, canadiens, britanniques, allemands, italiens, néerlandais, australiens, espagnols et japonais sous un commandement centralisé inter-allié à Bahreïn.
Les Super-Étendard exécutèrent leurs premières missions sur l'Afghanistan le 19 décembre, réalisant des missions de reconnaissance et de bombardement, couvrant plus de 3 000 kilomètres. Au total, ils réalisèrent 140 missions, 12 par jour en moyenne, échappant à cinq missiles Stinger.
Le 18 février 2002, un satellite d'observation Helios repéra des activités anormales près de Gardêz. Le lendemain, après que des membres des forces spéciales américaines dans la région eurent confirmé ces observations, le Charles de Gaulle lança deux Super-Étendard de reconnaissance. Le 20, des forces britanniques et américaines entrèrent dans la vallée, et le 2 mars, l'opération Anaconda débuta.

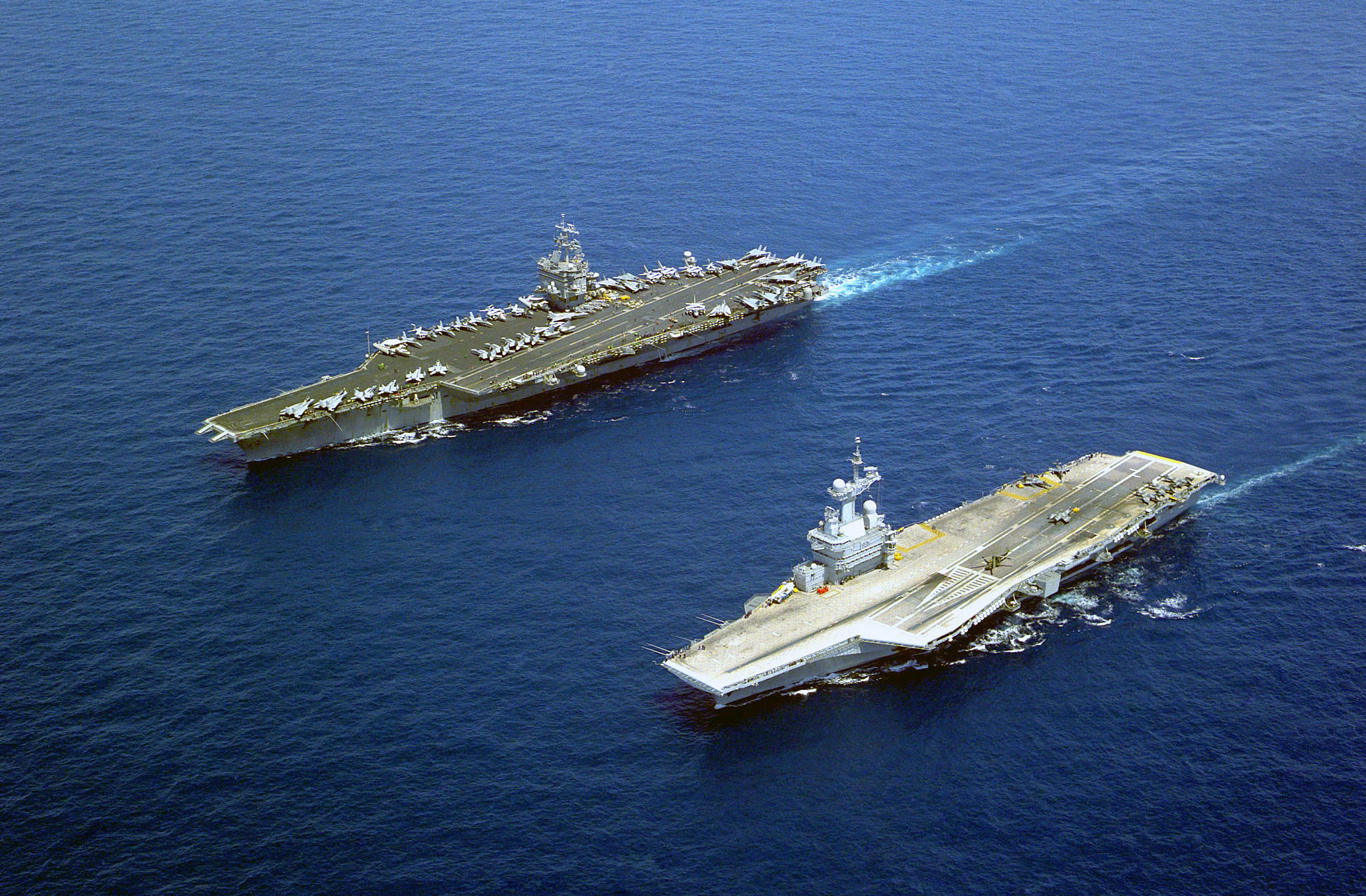
Le Charles de Gaulle (au premier plan) et l', le premier porte-avions du monde à propulsion nucléaire.

En mars, des Super-Étendard et six Mirage 2000 prirent en charge des attaques aériennes contre des cibles d'Al-Qaïda. Quelques cibles proposées par les forces américaines furent refusées, de peur d'atteindre des civils. Pourtant, le président américain George W. Bush se félicita de l'engagement de « notre fidèle alliée, la France, qui a déployé un quart de sa marine de guerre dans l'opération Enduring Freedom ». À cette époque, la force aérienne française avait été portée à 16 Super-Étendard, 6 Mirage 2000 D, 5 Rafale, deux ravitailleurs aériens KC-135, et deux Hawkeye. À partir de février, le Charles de Gaulle et le USS John C. Stennis échangèrent quelques avions de façon à resserrer les liens entre alliés et un E2-C Hawkeye de la VAW-112 fut le premier avion étranger à apponter sur la piste avec les brins d'arrêt.

### Guerre en Irak et arrêt de livraison de pièces par les États-Unis
Le 2 mai, le Charles de Gaulle arriva à Singapour pour une escale, et repartit vers Oman le 18. À la même époque, la tension commençait à monter sur la question de l'Irak ; le vice-amiral François Cluzel déclara à la presse : « La France s'oppose à toute action contre l'Irak. Si quelque chose est entrepris, nous ne prendrons probablement pas part à la coalition. »
À la suite du refus de la France de participer à l'invasion de l'Irak en 2003, les États-Unis décident d'un embargo sur la livraison de « composants et pièces détachées américaines des armements en usage dans l'armée française », dont des pièces des catapultes du Charles de Gaulle, pour lesquelles ils ont le monopole,. L'embargo sera levé en 2005 après l'envoi des forces spéciales françaises en Afghanistan, réclamé depuis longtemps par les États-Unis.

### Cérémonies de commémoration en 2005
Le porte-avions Charles de Gaulle représenta la France à Portsmouth, aux cérémonies de célébration du 200e anniversaire de la bataille de Trafalgar (21 octobre 1805), l'une des plus sévères défaites de la Marine française, combat où la flotte alliée franco-espagnole perdit 22 vaisseaux et 4 400 marins.

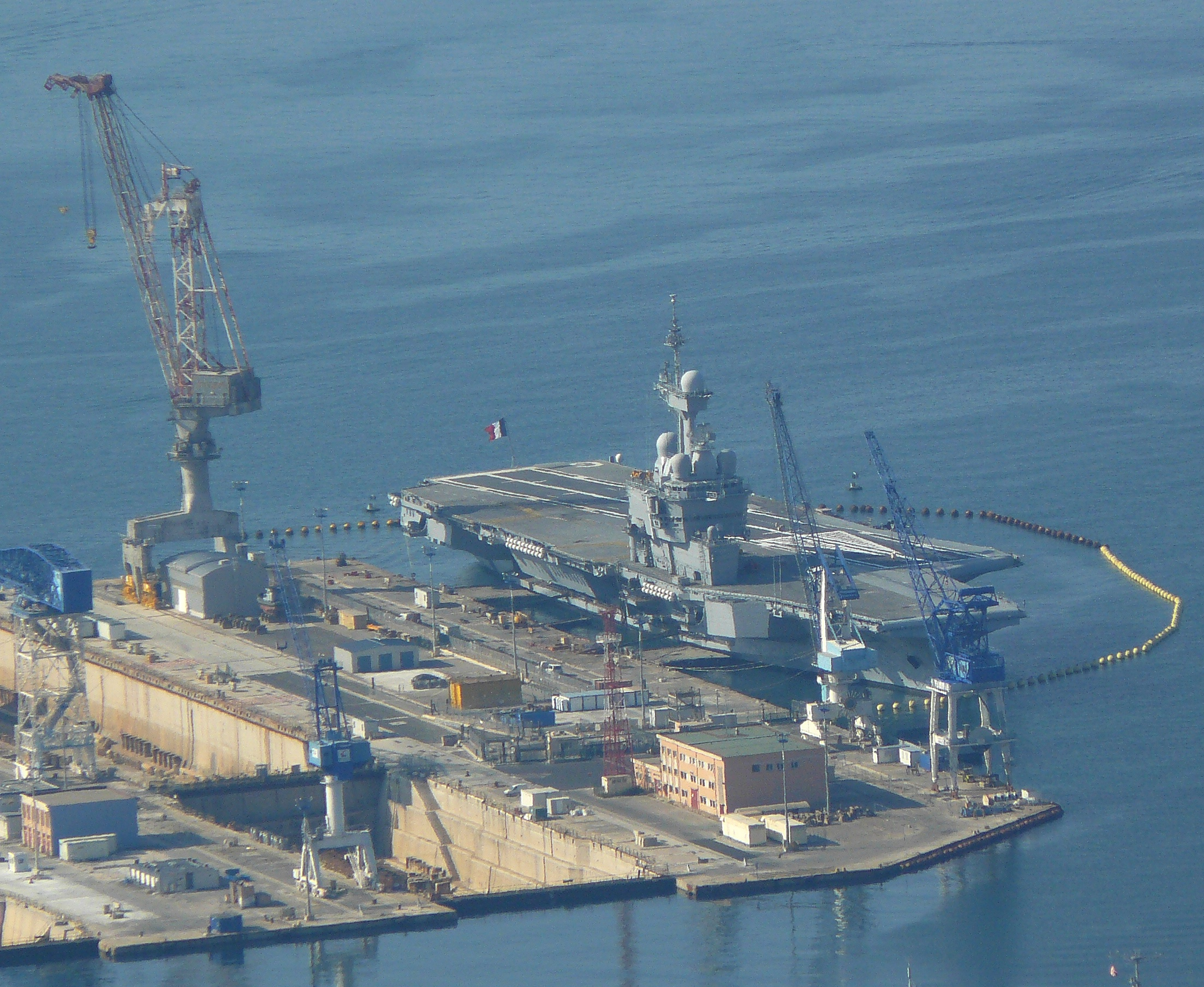
2009. Le porte-avions en entretien dans l'arsenal de Toulon, entouré d'un barrage de protection.

### Premier arrêt technique majeur (ATM) en 2007
De juillet 2007 à décembre 2008, le Charles de Gaulle a été placé en IPER (Indisponibilité Périodique pour Entretien et Réparations) renommé ATM (arrêt technique majeur) en 2016, laissant ainsi pendant près de dix-huit mois la France sans porte-avions (durée initialement prévue de 16 mois) tous les sept ans. Les aéronefs du groupe aéronaval ont été contraints de s'entraîner à terre sur une piste de la base de Landivisiau, dont le marquage au sol recréait la taille et la forme des pistes axiale et latérale du Charles de Gaulle.
Le 9 octobre 2008, le CrossMed (Centre régional opérationnel de surveillance et de sauvetage en Méditerranée) reçut un appel de détresse du Babolin, un huit-mètres dont la coque prenait l'eau. Le Charles de Gaulle, en manœuvres dans le secteur, envoya un hélicoptère qui hélitreuilla l'équipage de trois hommes, malgré un vent de 35 nœuds, une mer agitée et une mauvaise visibilité.

### Retour en service début 2010
Après la période d'essai et de maintien en condition opérationnelle (MCO), le Charles de Gaulle et son groupe aéronaval (GAN) dénommé Task force 473 mènent à bien la mission Agapanthe 2010 en Afghanistan. Ses avions ont effectué 180 missions de guerre dans le cadre de l'opération Enduring Freedom puis, après l'exercice Varuna réalisé avec la Marine indienne, le Charles de Gaulle et son groupe ont été engagés durant l'opération « Harmattan » en Libye ayant pour but de faire appliquer la résolution 1973 du Conseil de sécurité des Nations unies. Le 4 avril 2011, lors de l'opération Harmattan, le Charles de Gaulle a passé le cap des 342 000 nautiques, soit l'équivalent de 16 tours du monde depuis sa mise en service, dont 100 000 depuis fin 2008.
Dès sa remise en service en décembre 2008, il est de nouveau indisponible à cause de l'usure prématurée de pièces du système de propulsion. L'essentiel de l'année 2009 sera consacré aux réparations et dès que le porte-avions est en état de naviguer, il participe à des exercices de mise en conditions opérationnelles (MCO), dont les indispensables qualifications des pilotes du groupe aéronaval.
Du 10 au 23 avril 2010, le PAN Charles de Gaulle est en exercice en mer du Nord, avec une puissante force aéronavale de 40 bâtiments appartenant à 11 pays de l'OTAN, ainsi que la Suède comme invitée, à l’occasion de l'exercice Brillant Mariner qui vise à préparer les unités navales qui seront mises au service de l'Alliance en cas d'activation de la composante maritime de la force de réaction rapide de l'OTAN (NRF, NATO Response Force). Au 1er juillet, la France prend le 15e tour d'alerte de la NRF et, pendant six mois, elle assure le commandement de la force navale NRF 15 avec, comme pièces maîtresses, le porte-avions Charles de Gaulle et le bâtiment de projection et de commandement Mistral. Le parc aérien embarqué pour l'exercice est limité à 12 Super Étendard, 7 Rafale, 2 Hawkeye, et 2 Dauphin.
Le Charles de Gaulle franchit le cercle polaire arctique, événement relativement rare, le samedi 17 avril 2010 à 23 h 5 min 10 s sur les paroles de circonstance : « Adjoint de quart, inscrivez au journal de navigation : passage du cercle polaire dans le sens sud-nord ». Ce déplacement au nord du bâtiment est la conséquence de la présence d'un nuage de cendres perturbant le vol des aéronefs et provoqué par l'éruption du volcan Eyjafjöll en Islande.

### Guerre d'Afghanistan: mission Agapanthe 2010
Après avoir appareillé mercredi 13 octobre 2010 de Toulon, le porte-avions Charles de Gaulle a regagné sa base le 15 octobre. Alors que le bâtiment menait d'ultimes entraînements au large avant son déploiement en océan Indien, un problème technique a été détecté, un défaut d'isolation sur une armoire électrique qui commande des soupapes de sécurité au niveau de la propulsion,,. Depuis son admission au service actif en 2001, « c'est la seconde fois que le porte-avions revient à quai sur incident technique ».
Les investigations menées pour identifier le défaut électrique ont mis en évidence un dysfonctionnement sur une soupape de sécurité. Après expertise, la décision a été prise, le samedi 16 octobre, de procéder à un échange standard de la soupape.
Le porte-avions appareille le 30 octobre 2010 après deux semaines de réparation et participe à la mission Agapanthe 2010 comme prévu. Le groupe aéronaval (GAN) dénommé Task force 473, articulé autour du porte-avions Charles de Gaulle, comprend la frégate anti-sous-marine Tourville, la frégate de défense aérienne Forbin, le pétrolier-ravitailleur La Meuse et le sous-marin nucléaire d’attaque Améthyste. Le groupe aérien embarqué ayant perdu un Rafale le 28 novembre 2010 qui s'est abîmé en mer peu après le catapultage, est depuis cette perte constitué de neuf Rafale de la flottille 12F, de douze Super-Étendard de la 17F et de deux Hawkeye de la 4F ainsi que d'un groupe hélicoptères.
Ceux-ci ont effectué 180 missions de guerre au-dessus de l'Afghanistan, entre le 25 novembre et le 25 décembre, date à laquelle le porte-avions a quitté l'opération Enduring Freedom.
138 de ces sorties avaient pour objet des missions d'appui aérien rapproché, mais aucune munition n'a été tirée au combat. Dix sorties ont été des missions de reconnaissance et 38 de contrôle aérien.

### Opération Harmattan en Libye
Le Charles de Gaulle participe à l'opération « Harmattan » en Libye ayant pour but de faire appliquer la résolution 1973 du Conseil de sécurité des Nations unies. Il a appareillé de Toulon le 20 mars 2011, pour faire route vers les côtes libyennes. Le groupe aéronaval (GAN) dénommé Task force 473 du porte-avions Charles de Gaulle, l'escorte comprend un sous-marin nucléaire d'attaque, trois frégates (la frégate anti-sous-marine Dupleix, la frégate de défense aérienne Forbin, et la frégate légère furtive Aconit). Sa proximité de la Libye permet de réduire le délai d’intervention des avions à 10 minutes au lieu de 2 heures depuis la Corse, et d’allonger la durée de mission de chaque appareil sans ravitaillement en vol. Son parc aérien est composé de 10 Rafale M, et 6 Super-Étendard modernisés, de 5 hélicoptères et 2 appareils de surveillance Grumman E-2 Hawkeye et deux avions de transport logistiques Grumman C-2 Greyhound prêtés par l'US Navy pendant deux semaines pour accélérer les rotations logistiques. Bien que son parc d'avions de combat ne représente que 15 % du parc de l'armée française, la Marine nationale peut réaliser entre 30% et 50% des missions françaises en Libye démontrant ainsi l'intérêt de disposer d'un tel équipement selon le consultant Pierre Servent et l'amiral Philippe Coindreau commandant du GAN lors de leurs interventions sur BFM TV. Le bâtiment rentre à Toulon le 12 août 2011 en présence du président français pour une nouvelle révision technique.
1 350 sorties et 3 600 heures de vol ont été enregistrées en 120 jours d’activité aérienne au profit de l’opération Harmattan. 2 380 catapultages et appontages ont été réalisés.
Les sorties générées par le porte-avions se répartissent en 840 d’attaque (Rafale et SEM), 390 de reconnaissance (Rafale), 120 de détection et de contrôle (E-2C) et 240 de ravitaillement en vol (Rafale, SEM).

### Indisponibilité pour entretien intermédiaire (IEI) en 2013
Après une période d'indisponibilité pour entretien intermédiaire (IEI), dans son port base de Toulon de janvier à août 2013 et un entraînement complet en Méditerranée avec son groupe aéronaval, le porte-avions Charles de Gaulle a recouvré, à partir du 1er août 2013, sa pleine qualification opérationnelle et se tient à la disposition du commandement pour toute opération de projection de puissance en mer ou en profondeur contre la terre.

### Opération Bois Belleau
Du 20 novembre 2013 au 18 février 2014, le Charles de Gaulle participe à l'opération « Bois Belleau » dans le Nord de l'océan Indien et le golfe arabo-persique. À cette occasion, il effectue des manœuvres durant cinq semaines avec le groupe aéronaval CSG-10 dont le navire amiral est le porte-avions USS Harry S. Truman.

### Guerre contre l'organisation terroriste EI: mission Arromanches et opération Chammal
Le 26 janvier 2015, le groupe aéronaval Arromanches composé du Chevalier Paul, de la Meuse, du HMS Kent, du SNA Améthyste, et articulé autour du porte-avions Charles de Gaulle, a franchi le canal de Suez et rejoint la zone maritime « océan Indien ».
Le 23 février 2015, le Charles de Gaulle arrive dans le golfe Persique. Il rejoint le dispositif de l'opération Chammal afin de renforcer la position de la France dans la coalition contre l'organisation terroriste EI. Le Charles de Gaulle est parti le 13 janvier de Toulon pour une mission d'environ cinq mois et il doit être engagé durant huit semaines dans le Golfe. Du 12 au 16 avril 2015, il assure seul la permanence aéronavale en attendant la relève d'un porte-avions américain. Le 19 avril, il quitte l'opération Chammal et se dirige vers Goa en Inde pour participer à l'exercice Varuna 2015 avec la marine indienne.
Le 18 novembre 2015, le Charles de Gaulle est reparti de Toulon pour la mission Arromanches II en Méditerranée orientale afin d'être le plus proche de la côte syrienne au lieu du golfe Persique prévu initialement, le groupe aéronaval se renforce progressivement et comprend un sous-marin nucléaire d'attaque, un bâtiment ravitailleur, la frégate anti-sous-marine la Motte-Piquet, la frégate de défense aérienne Chevalier Paul ainsi que la frégate belge Léopold Ier, la frégate allemande Augsburg, et la frégate britannique HMS Defender. Constitué de 32 appareils dont 18 Rafale M, et 8 Super-Étendard modernisés, de 4 hélicoptères et 2 appareils de surveillance Grumman E-2 Hawkeye, le groupe aéronaval du Charles de Gaulle passe le canal de Suez le 7 décembre 2015 et se repositionne dans le golfe Persique, devenant le bâtiment amiral de la Task Force 50, qui regroupe l’ensemble des moyens aéronavals engagés contre l'organisation terroriste EI par la coalition internationale. L'engagement par la France d'un groupe aéronaval puissant lui permet d'être le premier pays non-américain à se voir confier le commandement de la Task Force 50. Le 18 décembre, le groupe aéronaval du Charles de Gaulle franchit le détroit d'Ormuz. Le secrétaire américain à la Défense Ashton Carter se rend le 19 décembre sur le Charles de Gaulle avant qu'il ne rallie sa nouvelle zone d’opération dans le golfe Persique où il reprend ses opérations contre l'organisation terroriste EI.
Le 19 septembre 2016, le Charles de Gaulle et son groupe aéronaval constitué des frégates Chevalier Paul, Cassard, Jean de Vienne, Augsburg, USS Ross, du pétrolier-ravitailleur Marne et d'un sous-marin nucléaire d'attaque, appareillent de Toulon pour une ultime mission de lutte contre l'organisation terroriste EI avant l'arrêt technique du porte-avions français. Mi-novembre, le Forbin relève le Chevalier Paul, tandis que l'USS Mason succède à l'USS Ross. Le Cassard et le FGS Augsburg sont quant à eux relevés par les frégates légères furtives La Fayette et Guépratte. Au total plus de douze bâtiments différents auront ainsi participé au déploiement Arromanches III.
Pour son action de commandement de la Task Force 50, Charles de Gaulle reçoit la distinction américaine Meritorious Unit Commendation le 23 juin 2016. Constitué de 30 appareils dont 24 Rafale M, 4 hélicoptères et 2 appareils de surveillance Grumman E-2 Hawkeye, le groupe aérien embarqué est le plus puissant que la France ait jamais engagé : « 24 Rafale Marine c’est l’équivalent de 48 SEM. Pour faire simple, la force militaire du porte-avions est doublée en capacité d’emport d’armement et même démultipliée puisque le Rafale est multi-missions et dispose d’un potentiel de combat sans commune mesure avec son prédécesseur ».

### Mission «Clemenceau» TF 473 - 2019

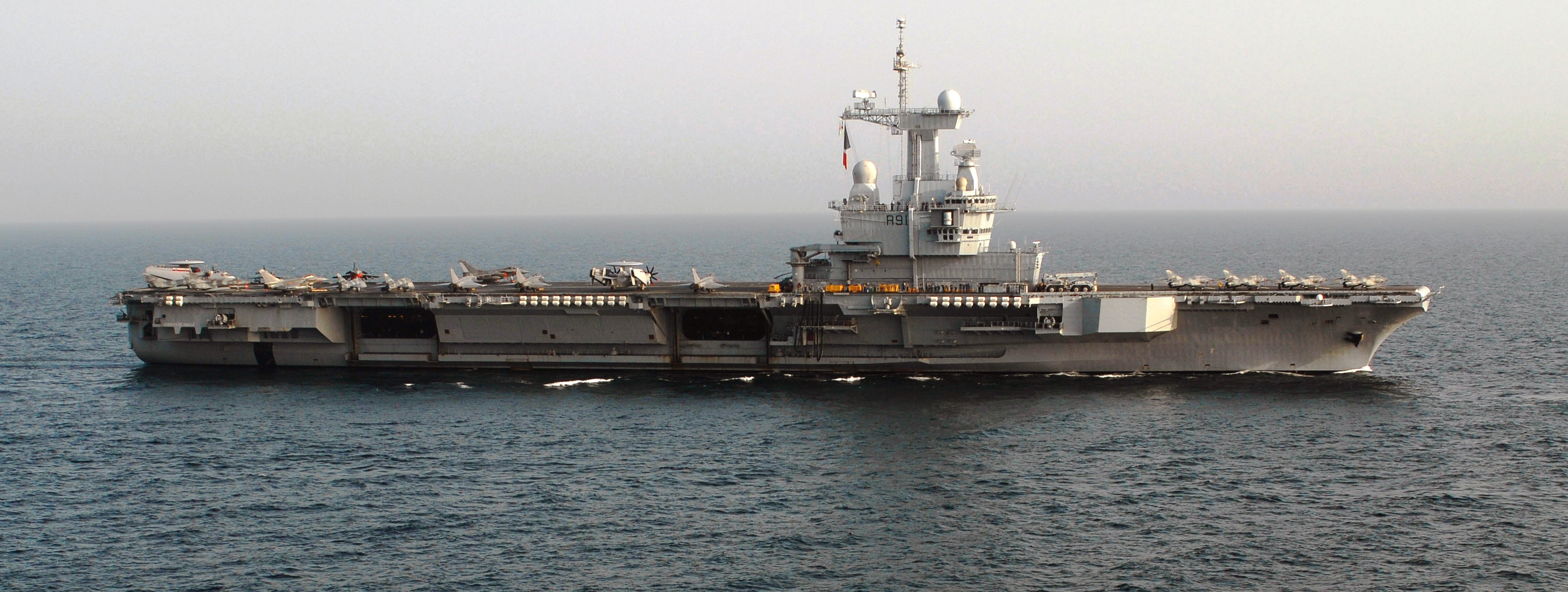
Porte-avions Charles de Gaulle (R91) le 25 mars 2007.

Du 5 mars 2019 au 7 juillet 2019, le déploiement mène le bâtiment de la Méditerranée à Singapour, avec une nouvelle participation dans la lutte contre Daech dans le cadre de l’opération Chammal. Déployé pendant un mois en Méditerranée orientale, le groupe aéronaval participe aux dernières opérations ayant conduit à la chute de Baghouz, dernier bastion de Daech.
Les principales interactions ont été l’exercice bilatéral avec le Carrier strike group du porte-avions américain USS John C. Stennis en mer Rouge, l’exercice Varuna en mai 2019, en coopération avec le groupe aéronaval indien constitué autour du porte-avions Vikramaditya, ainsi que la série d'exercices bilatéraux et multilatéraux « La Pérouse » avec le Japon, l’Australie et les États-Unis, dans le golfe de Bengale.

### Mission «Foch» TF 473 - 2020
Le 21 janvier, le Charles de Gaulle a appareillé pour réaliser la mission Foch avec son groupe aéronaval. Celle-ci est marquée par une première phase en mer Méditerranée et une seconde dans l'océan Atlantique. Le 5 avril, le porte-avions franchit pour la première fois depuis une décennie le détroit de Gibraltar.
- Trois semaines en Méditerranée orientale au sein du volet français de la coalition contre l'État islamique (opération Chammal). Le groupe aéronaval comprend un sous-marin nucléaire d'attaque (SNA) et neuf bâtiments de surface français (outre le porte-avions, le pétrolier-ravitailleur Somme, les frégates multi-missions Bretagne et Normandie[115], la frégate de défense aérienne Chevalier Paul) et étrangers (les frégates Lübeck de la Deutsche Marine, Léopold Ier de la Marine Belge, Blas de Lezo de la Marine espagnole et Corte Real de la Marine portugaise). Le Charles de Gaulle tire avec succès l'un de ses douze missiles Mistral depuis l'un de ses deux lanceurs SADRAL contre une cible simulant un missile antinavire[116].
- Escale dans l'arsenal de Brest du 13 au 16 mars 2020[117],[118]. En raison de la pandémie de Covid-19 en France, les visites à bord ainsi que l'organisation de la « journée des familles » sont annulées ; les marins sont cependant autorisés par le ministère des Armées à descendre à terre pour voir leurs proches[114].
- Participation à l'exercice Frisian Resilience en mer du Nord durant cinq jours. Quatre Rafales Marine, contrôlés tactiquement par un Hawkeye du Charles-de-Gaulle puis par la frégate de défense aérienne Chevalier Paul, devaient assurer la défense du groupe aéronaval contre dix F-16 et deux F-35 néerlandais. La frégate belge Léopold Ier et les bâtiments français Bretagne et Normandie ne font alors plus partie du groupe aéronaval, mais la frégate Niels Juel de la Marine royale danoise et la Motte-Picquet de la Marine nationale française s'y sont agrégés[119].

### Épidémie de Covid-19 à bord
Le 8 avril, le ministère des Armées annonce dans un communiqué qu'une « quarantaine » de marins présente des symptômes de la maladie à coronavirus 2019 (Covid-19),. La mission du groupe aéronaval, dont la fin était prévue pour le 23 avril 2020, est en conséquence écourtée de onze jours, le porte-avions et les autres bâtiments devant regagner leurs ports d'attache le plus rapidement possible. Des procédures sont mises en place à bord afin de limiter la propagation d'une éventuelle épidémie. Une équipe médicale du Service de santé des armées est hélitreuillée à bord.
Le 10 avril 2020, le ministère des Armées annonce que le Charles de Gaulle est bel et bien infecté par le SARS-CoV-2. Sur soixante-six tests réalisés par les médecins militaires, cinquante sont positifs. Trois marins sont évacués pour être soignés à l'hôpital d'instruction des armées Sainte-Anne de Toulon. Le port du masque est généralisé à bord et les marins testés positifs sont confinés à l'avant du bâtiment.
Le porte-avions arrive au port militaire de Toulon le 12 avril 2020. Les marins infectés sont transférés à l'hôpital Sainte-Anne, tandis que le reste de l'équipage est mis en quarantaine dans différents sites militaires à Toulon, Saint-Mandrier et Hyères,. Le débarquement de l'équipage prend quarante-huit heures. Les opérations de décontamination, confiées au 2e régiment de dragons et au bataillon de marins-pompiers de Marseille, commencent le 13 avril 2020.
Dans un communiqué en date du 1er avril 2020, le ministère des Armées annonce que « 668 » marins du groupe aéronaval sont contaminés, dont la « majorité » appartient à l'équipage du porte-avions. Une hospitalisation à l'hôpital Sainte-Anne a été nécessaire pour trente-et-un d'entre eux, dont un a été admis dans le service de réanimation.
La ministre Florence Parly indique que trois enquêtes sont menées en parallèle. La première est diligentée par l'amiral Christophe Prazuck, chef d'état-major de la Marine et menée par le vice-amiral d'escadre Gilles Humeau, inspecteur de la Marine nationale,,. La seconde est une enquête épidémiologique conduite par le Service de santé des armées. La troisième est ordonnée par le général d'armée François Lecointre, chef d'état-major des armées et conduite par le général de corps d'armée François de Lapresle de l'inspection des armées,,.
L'origine de la contamination du navire n'est pas encore établie, et étonne,, car les premiers symptômes se sont déclarés au-delà de la période d'incubation normale du SARS-CoV-2 de deux semaines. L'escale à Brest du 13 au 13 mars 2020 est pointée comme le moment probable de la contamination dans un article d'Europe 1 du 14 avril 2020, qui évoque certains marins qui « n'auraient pas respecté les ordres donnés par le commandant de bord » lors des contacts qu'ils avaient eu à terre avec leurs familles,.
La Marine nationale indique que plusieurs marins sont tombés malades à bord après le départ de Brest. Néanmoins, les conditions météorologiques de l'Atlantique nord où se trouve alors le navire (« −5 °C » sur le pont d'envol) et le fait qu'ils avaient les « symptômes de maladies saisonnières », n'ont pas alerté le commandement. Par précaution, un « scan pulmonaire » est réalisé sur l'un des malades, mais son analyse ne conclut pas à une infection par le coronavirus. Le nombre de malade augmente « subitement » les 4 et 5 avril 2020, ce qui conduit le ministère des Armées a interrompre la mission du porte-avions et le commandant du porte-avions, le capitaine de vaisseau Guillaume Pinget, à envoyer une lettre aux familles (publiée par le magazine L'Express). Le journal L'Humanité affirme que même en cas de dépistage positif de la maladie, des marins auraient été maintenus en chambre commune.
Auditionnées le 17 avril 2020 par la commission de la Défense nationale et des Forces armées de l'Assemblée nationale, la ministre des Armées Florence Parly et la secrétaire d'État Geneviève Darrieussecq indiquent que, dans le groupe aéronaval, il y a « 1 081 cas positifs, dont 545 symptomatiques et 24 marins hospitalisés »,. De plus, Florence Parly dément le témoignage donné anonymement par un membre de l'équipage à la radio France Bleu le 15 avril, selon lequel le capitaine de vaisseau Guillaume Pinget, commandant du porte-avions, aurait demandé à interrompre la mission lors de l'escale à Brest. Elle déclare enfin que l'amiral Christophe Prazuck l'a informée de la situation à bord le 7 avril.
Plusieurs responsables militaires s'expriment dans la presse les jours suivants. Le contre-amiral Marc Aussedat est interviewé en direct du porte-avions le 12 avril 2020. Le général d'armée François Lecointre, chef d'état-major des armées, est interviewé en direct le 18 avril 2020 sur le plateau du Journal de 20 heures de TF1 à propos du Charles de Gaulle,, et le lendemain lors de la matinale de la radio France Inter. L'amiral Christophe Prazuck, chef d'état-major de la Marine nationale, donne pour sa part une interview à la radio Europe 1 le 18 avril et des entretiens au quotidien régional breton Le Télégramme et à l'hebdomadaire Le Journal du dimanche. Une interview du commandant du porte-avions, le capitaine de vaisseau Guillaume Pinget, parait enfin dans le quotidien Var-Matin le 6 mai.
Le 29 avril, le ministère des Armées annonce que cinq marins sont toujours hospitalisés et que « les travaux concernant la désinfection du porte-avions sont terminés ». Sur 2 010 tests réalisés sur les équipages du Charles de Gaulle, de la frégate Chevalier Paul et des membres du groupe aérien embarqué, 1081 sont positifs, dont 1046 marins du porte-avions lui-même.
Florence Parly présente les conclusions des différentes enquêtes sur la contamination du porte-avions lors d'une nouvelle audition devant la commission de la Défense nationale et des Forces armées de l'Assemblée nationale le 11 mai 2020. Elle révèle que « l’enquête épidémiologique situe les premières introductions du virus à bord » entre une escale à Chypre fin février et l'escale de Brest de la mi-mars, à la faveur de mouvements aériens. Ces derniers avaient permis d'amener à bord du personnel et du matériel depuis la Sicile, les Baléares, l’Espagne continentale et le Portugal. Le virus est à nouveau introduit à bord lors de l'escale brestoise, qui constitue un « facteur d’accélération de sa propagation » sans pour autant en être « la cause première ».
Après cette escale, des mesures sont prises par le commandement du navire et aucun cas ne se déclare pendant deux semaines. En parallèle, le moral de l'équipage chute et le commandement décide de relâcher les mesures de distanciation, avec la reprise des briefings communs, du sport individuel et l'organisation d'un concert le 30 mars. Le nombre de consultations à l'infirmerie du bord augmente subitement le 5 avril (cf. supra) et Florence Parly est avertie deux jours plus tard de la situation. Elle déclare devant les députés que « des erreurs » liées à « une confiance excessive » du commandement ont été commises et que « la remontée d'informations en temps de crise » doit être améliorée par le chef d'état-major des armées, le général François Lecointre,,,.

### Clemenceau 21
Le Charles de Gaulle a dirigé le groupe aéronaval dans le cadre de la mission « Clemenceau 21 », appareillant le 21 février 2021. Le CSG est déployé pendant plusieurs mois dans la mer Méditerranée, puis vers l'océan Indien et le Golfe Persique et revient à Toulon en juin.

### Clemenceau 22
Le Charles de Gaulle a appareillé le 1er février 2022 à la tête du groupe aéronaval français en Méditerranée dans le cadre de la mission Clemenceau 22 (février à avril 2022). Ce CSG est composé d'une frégate de classe Horizon Forbin (D620), une frégate anti-aérienne Alsace (D656), une frégate anti-sous-marine Normandie (D651), un SNA classe Rubis et un pétrolier ravitailleur classe Durance Marne (A630). Le CSG sera rejoint par 3 autres navires alliés et 1 sous-marin. Le 21 février, une activité d'avions russes basés en Syrie est repérée autour du porte-avions. Le 3 mars 2022 Florence Parly déclare que le porte-avions Charles de Gaulle a été déployé en Méditerranée pour des missions « dissuasives » dans le cadre du conflit entre la Russie et l’Ukraine. Le bâtiment a été utilisé pour la protection du flanc Sud-Est de l'OTAN en compagnie des groupes aéronavals des porte-avions Cavour de la Marina Militare et l'USS Harry S. Truman de l'US Navy. Le groupe aéronaval embarqué a renforcé la couverture aérienne de la Roumanie et de la Bulgarie en soutien aux forces aériennes de ces deux pays. Le 8 avril 2022, le Charles de Gaulle est de retour dans la rade de Toulon, marquant la fin de la mission Clemenceau 22.

## Liste des commandants
| Portrait | Grade au moment de la nomination | Prénom - nom                           | Date de prise de poste et décret de nomination | Date de prise de poste et décret de nomination | Durée            |
| -------- | -------------------------------- | -------------------------------------- | ---------------------------------------------- | ---------------------------------------------- | ---------------- |
|          | Capitaine de vaisseau            | Richard Wilmot-Roussel (d)             | 1er février 1997                               | [ 167 ]                                        | 2 ans, 209 jours |
|          | Capitaine de vaisseau            | Édouard Guillaud                       | 1er septembre 1999                             | [ 168 ]                                        | 1 an, 333 jours  |
|          | Capitaine de vaisseau            | Richard Laborde (d)                    | 1er août 2001                                  | [ 169 ]                                        | 1 an, 364 jours  |
|          | Capitaine de vaisseau            | Xavier Magne (en)                      | 1er août 2003                                  | [ 170 ]                                        | 2 ans, 3 jours   |
|          | Capitaine de vaisseau            | Denis Béraud (d)                       | 5 août 2005                                    | [ 171 ]                                        | 1 an, 327 jours  |
|          | Capitaine de vaisseau            | Stéphane Boivin                        | 29 juin 2007                                   | [ 172 ]                                        | 2 ans, 3 jours   |
|          | Capitaine de vaisseau            | Jean-Philippe Rolland                  | 3 juillet 2009                                 | [ 173 ]                                        | 2 ans, 28 jours  |
|          | Capitaine de vaisseau            | Olivier Lebas                          | 1er août 2011                                  | [ 174 ]                                        | 1 an, 356 jours  |
|          | Capitaine de vaisseau            | Pierre Vandier                         | 24 juillet 2013                                | [ 176 ]                                        | 2 ans, 7 jours   |
|          | Capitaine de vaisseau            | Éric Malbrunot                         | 1er août 2015                                  | [ 178 ]                                        | 1 an, 360 jours  |
|          | Capitaine de vaisseau            | Marc-Antoine Lefèbvre de Saint-Germain | 28 juillet 2017                                | [ 180 ]                                        | 1 an, 338 jours  |
|          | Capitaine de vaisseau            | Guillaume Pinget                       | 1er juillet 2019                               | [ 181 ]                                        | 2 ans, 6 jours   |
|          | Capitaine de vaisseau            | Sébastien Martinot                     | 8 juillet 2021                                 | [ 183 ]                                        | 2 ans, 10 jours  |
|          | Capitaine de vaisseau            | Georges-Antoine Florentin              | 18 juillet 2023                                | [ 183 ]                                        | 1 an, 350 jours  |
|          | Capitaine de vaisseau            | Thomas Puga                            | 3 juillet 2025                                 | [ 183 ]                                        | 46 jours         |

## Directeurs de programme successifs
- Ingénieur général de l'armement Raymond Beauvais[réf. nécessaire]
- Ingénieur général de l'armement Pierre Montelescaut[184]
- Ingénieur général de l'armement Xavier Lebacq (1995-2000)[185]
- Ingénieur général de l'armement Michel Wencker[186]

## Distinctions et décorations
- Fourragère de l’Ordre de la Libération (depuis le 14 juillet 2011)
- Croix de la Valeur militaire avec palme (depuis le 11 novembre 2011)[187]
- Meritorious Unit Commendation : citation remise le 23 juin 2016 par l'US Navy dans le cadre de l'opération Inherent Resolve contre l'État islamique[188]
- Croix militaire belge reçue le 6 juillet 2016, à la suite de l'opération Arromanches 2[189] en Méditerranée orientale[190]

## Cinéma
- Il apparaît dans le film Forces spéciales sorti en 2011.

## Galerie

Charles de Gaulle (porte-avions)
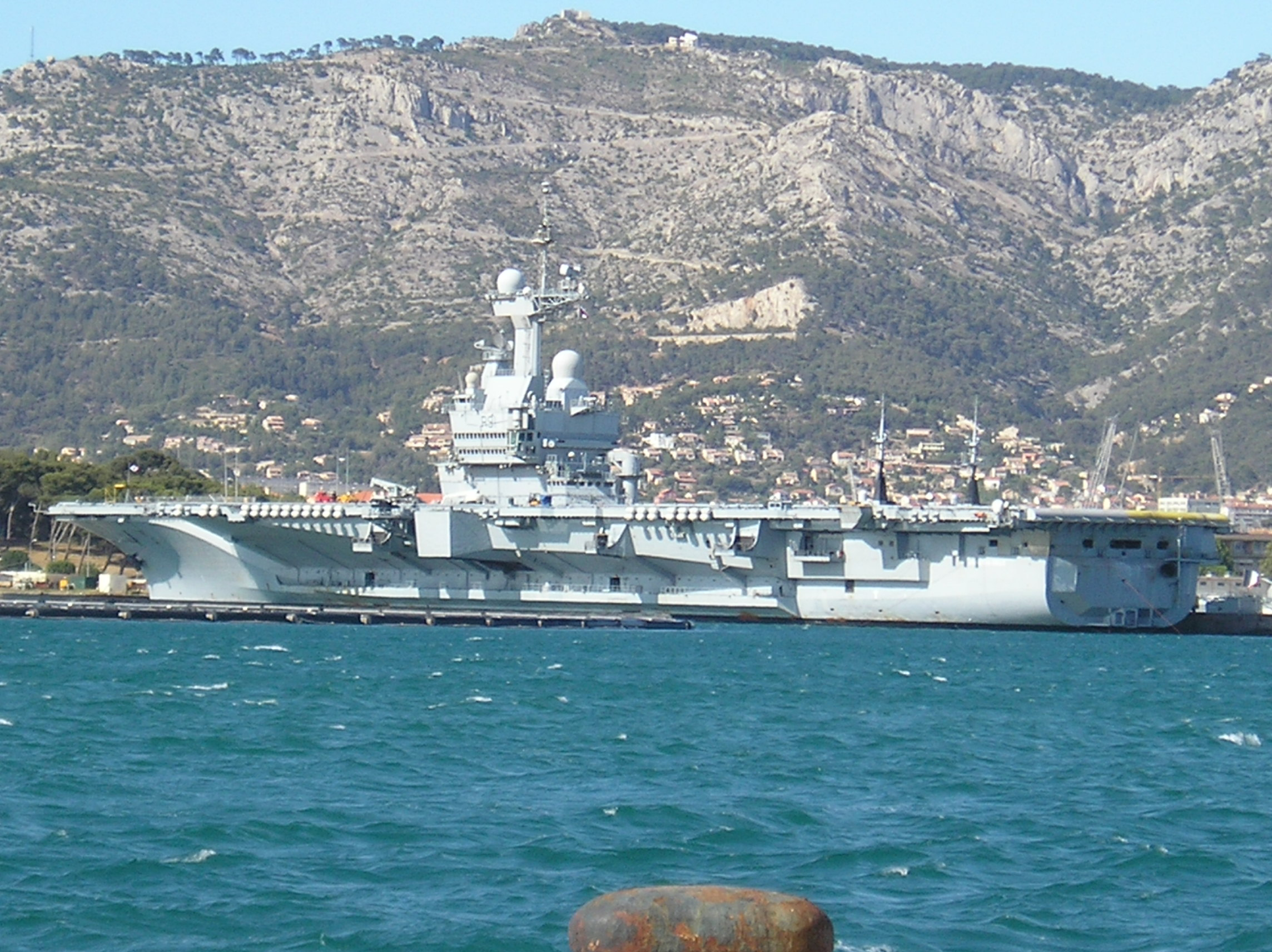
Le Charles de Gaulle à quai à Toulon avec le Mont Faron en arrière-plan.
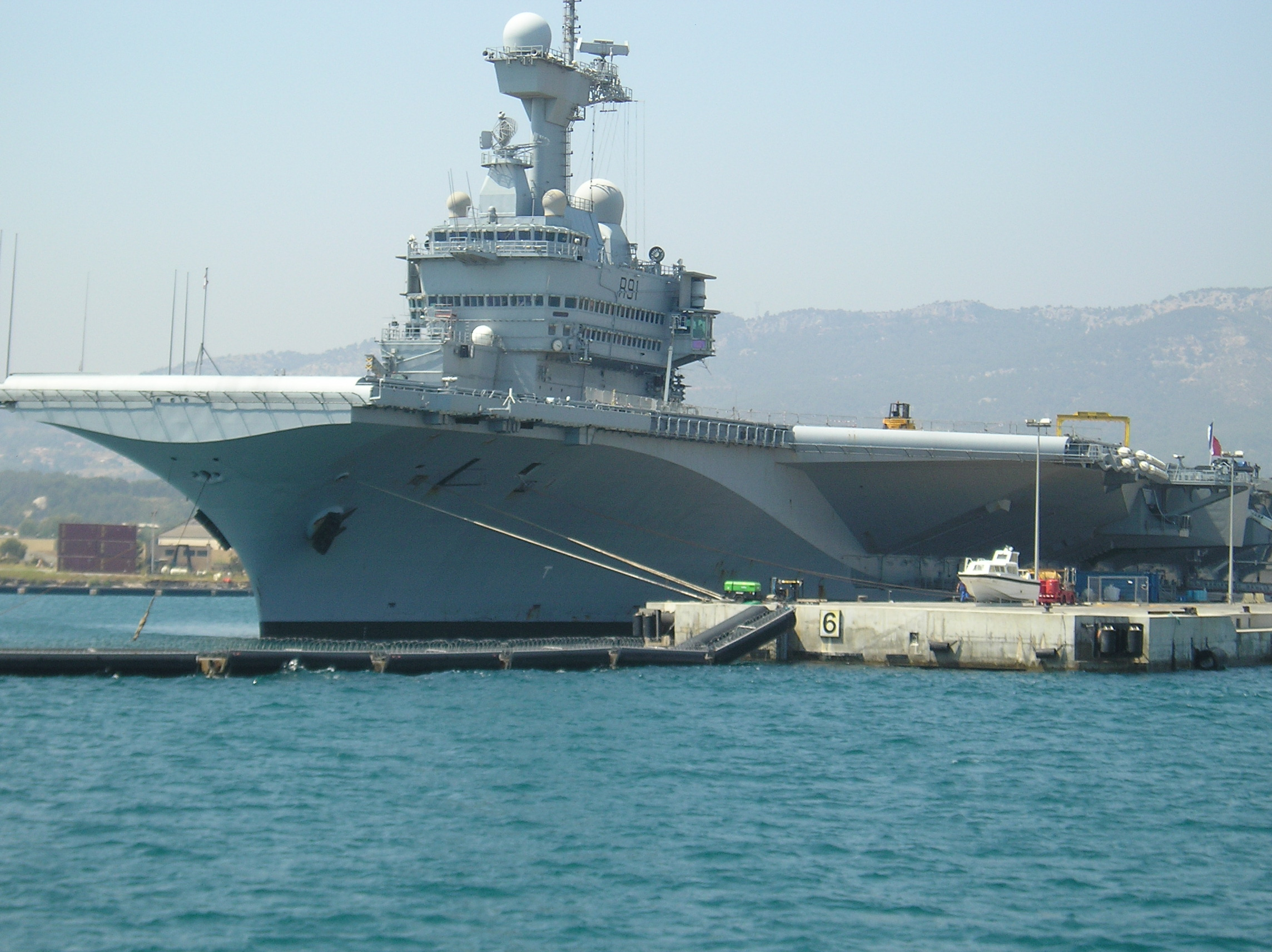
Le Charles de Gaulle à quai à Toulon.
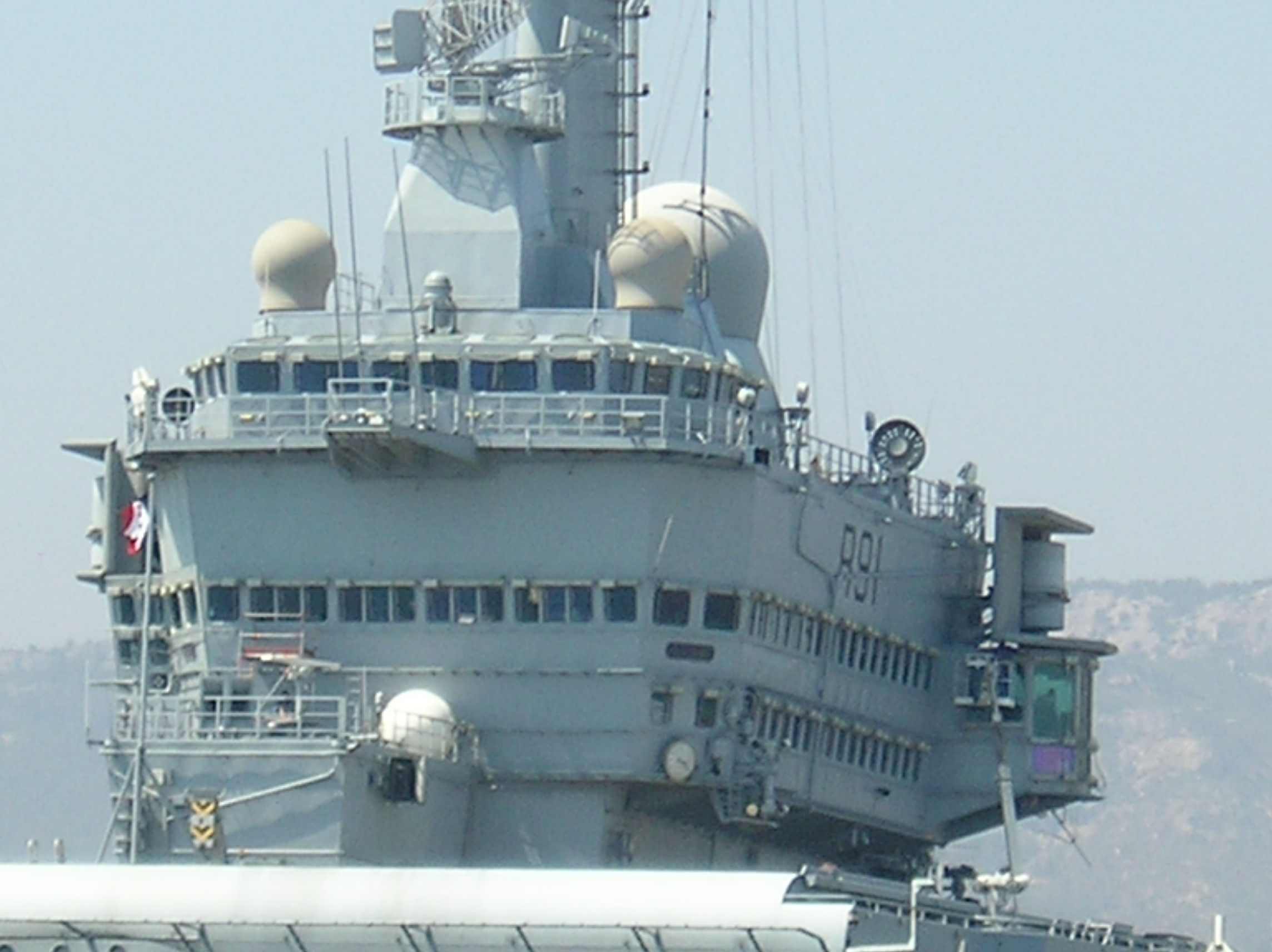
L'îlot décalé sur tribord du Charles de Gaulle.
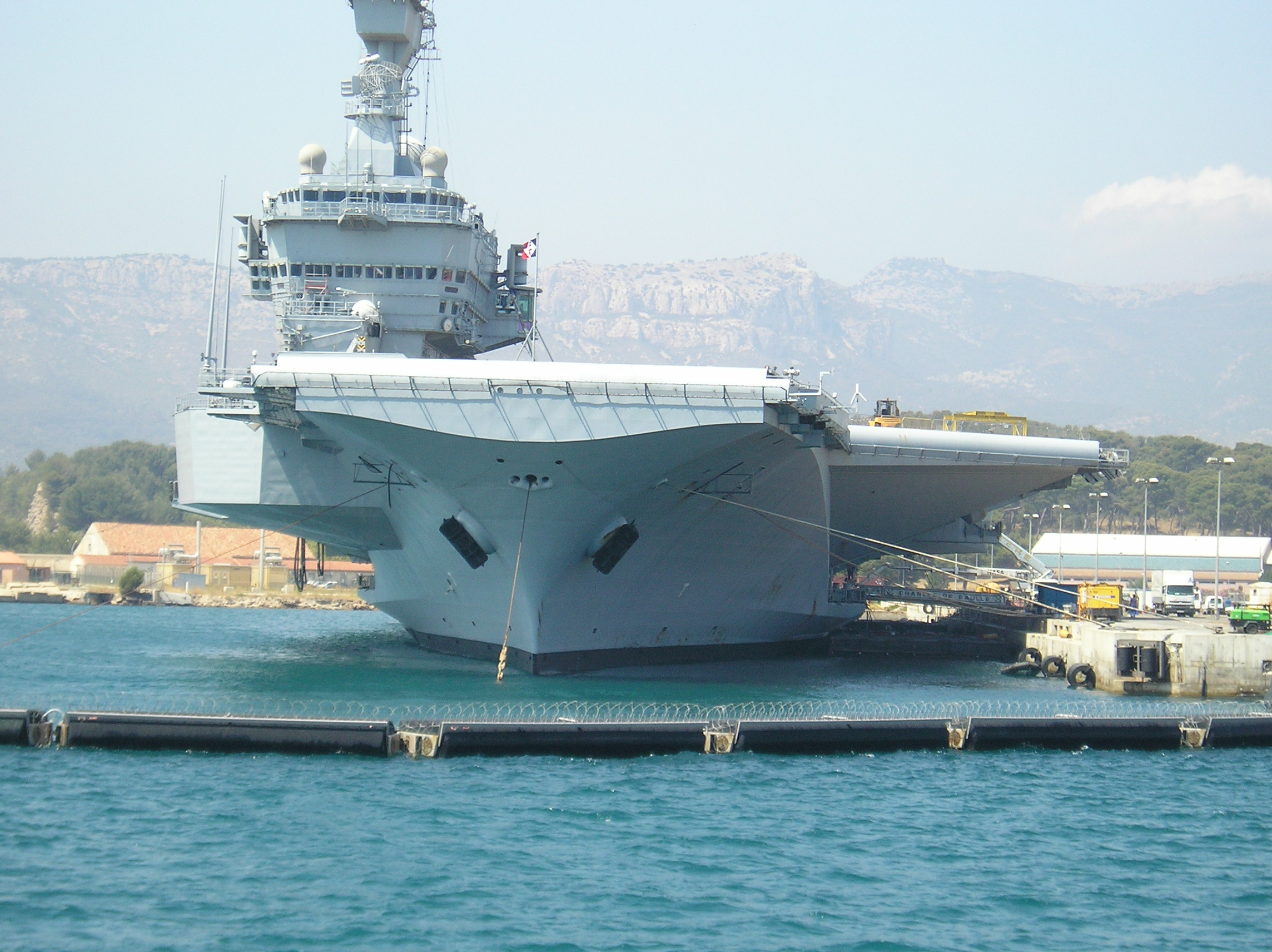
Le Charles de Gaulle à quai à Toulon avec le Baou de Quatre Ouro en arrière-plan.
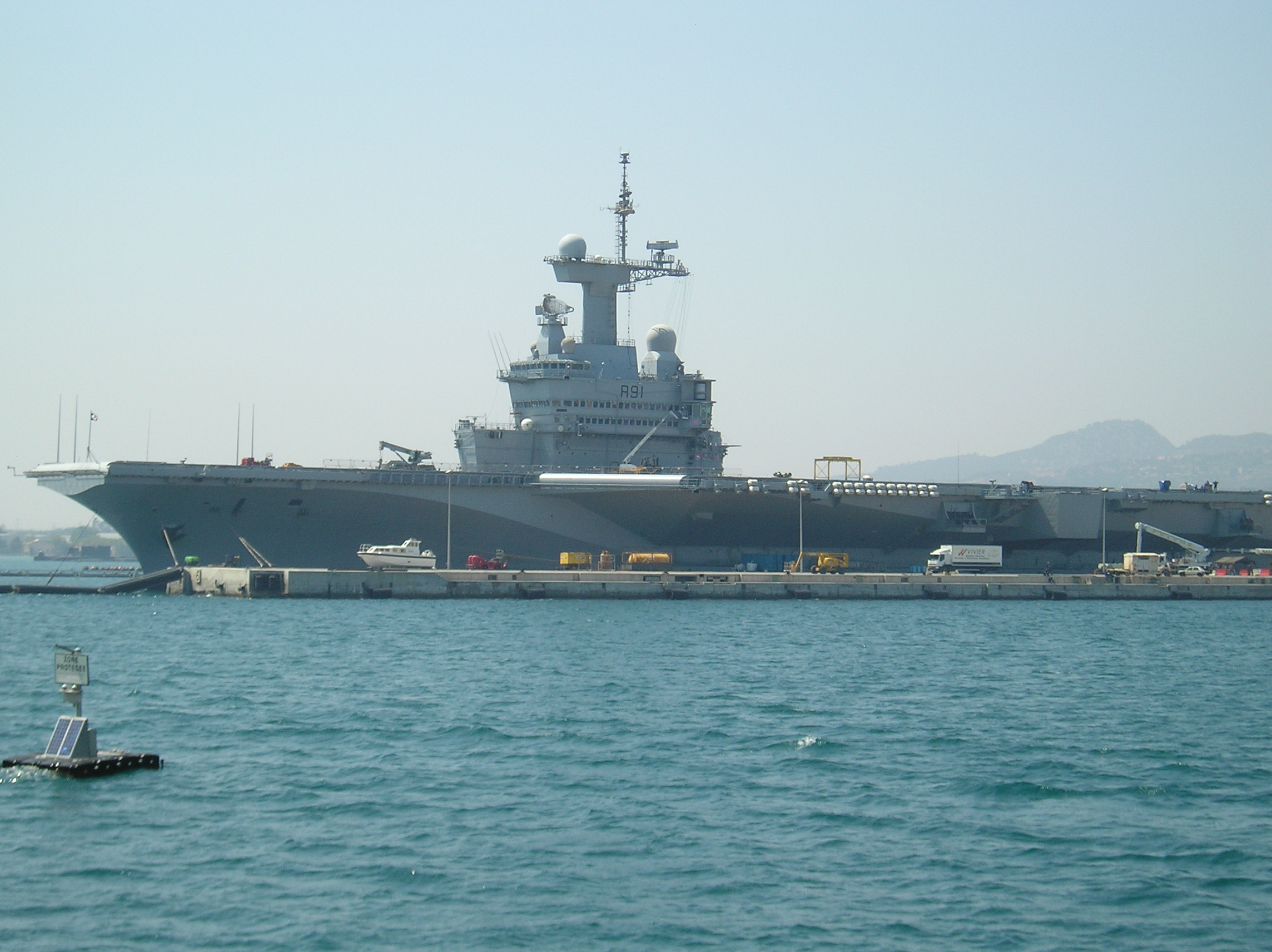
Le Charles de Gaulle à quai à Toulon.
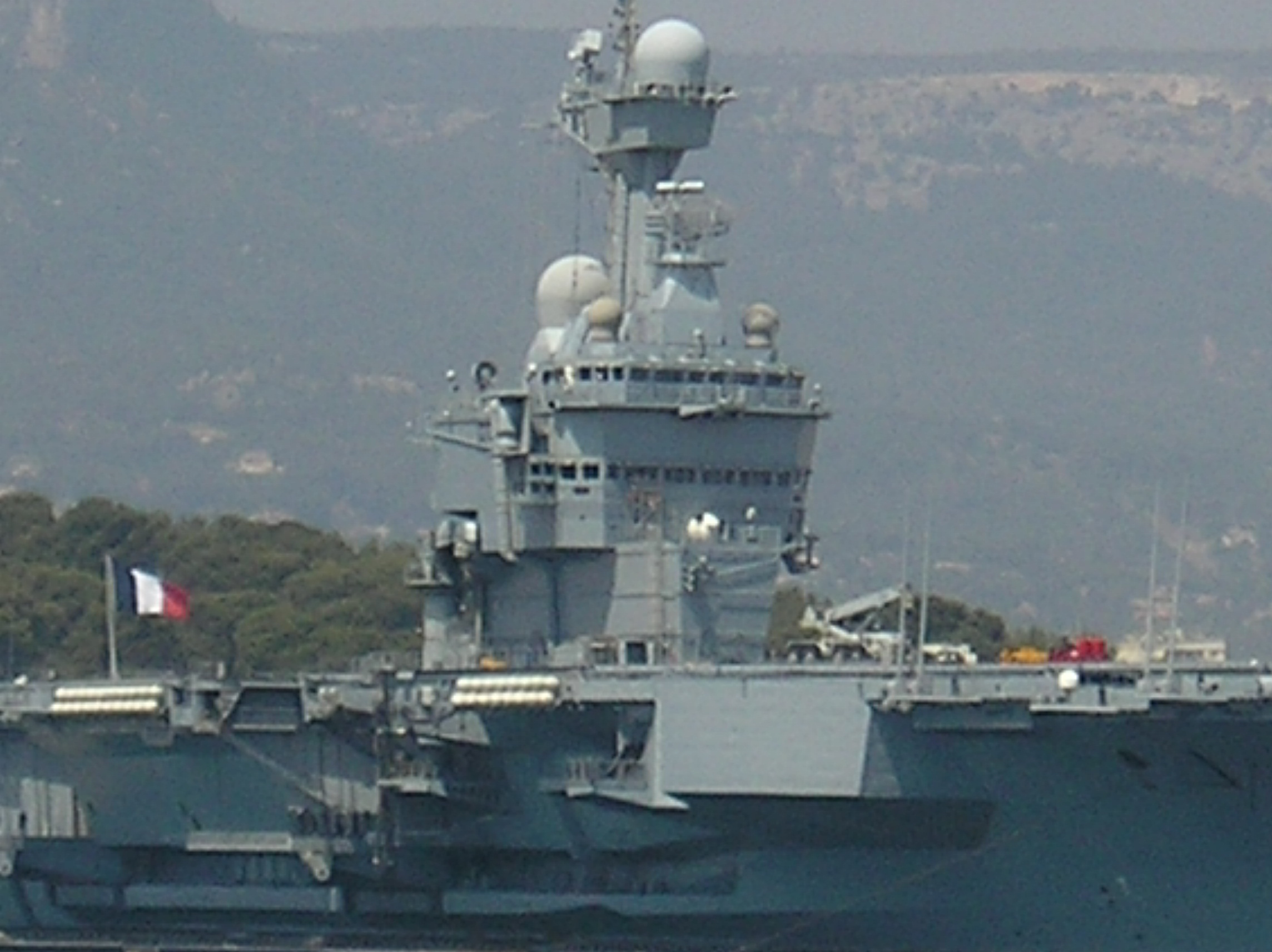
Le Charles de Gaulle à quai à Toulon.
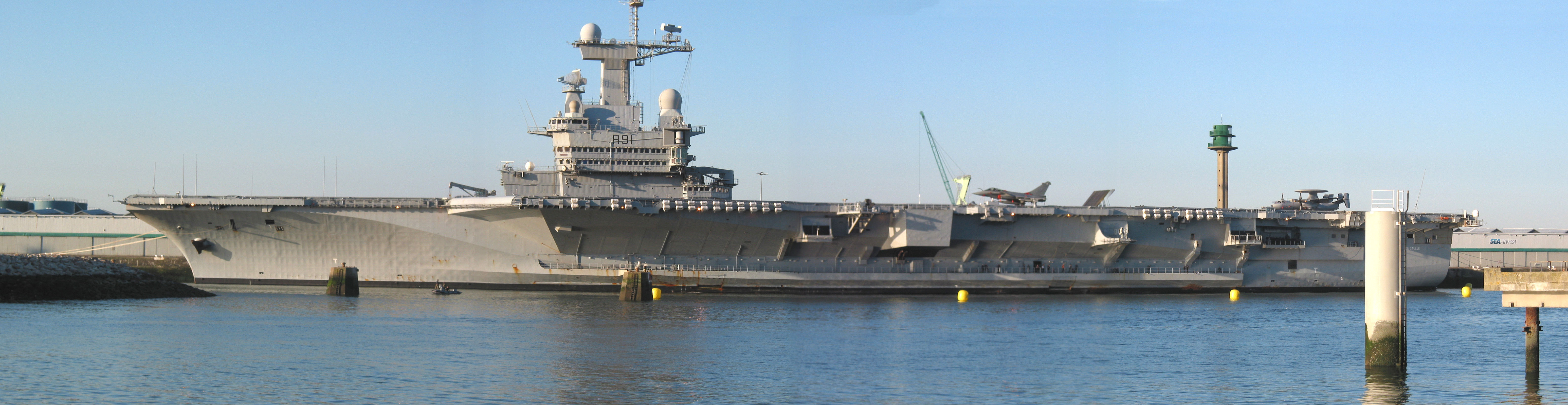
Panorama du porte-avions Charles de Gaulle, à quai au Havre.
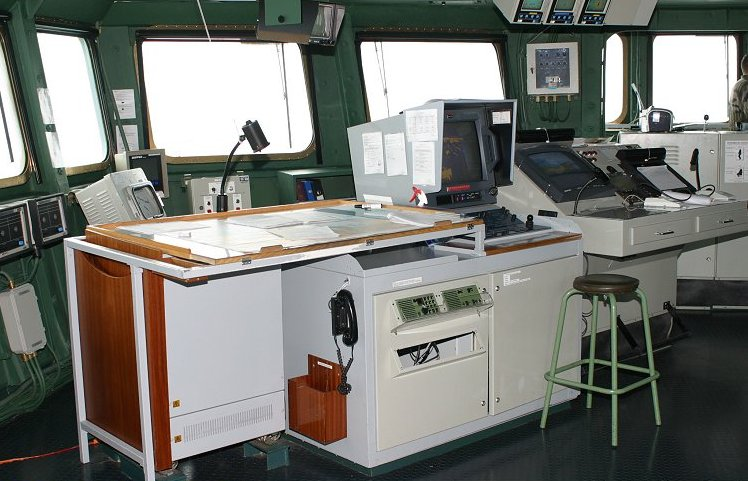
La passerelle de navigation du porte-avions Charles de Gaulle.
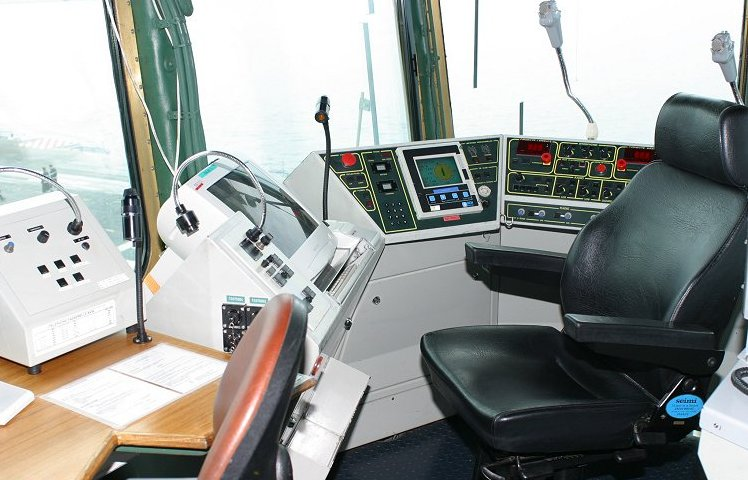
La passerelle aviation du porte-avions Charles de Gaulle.
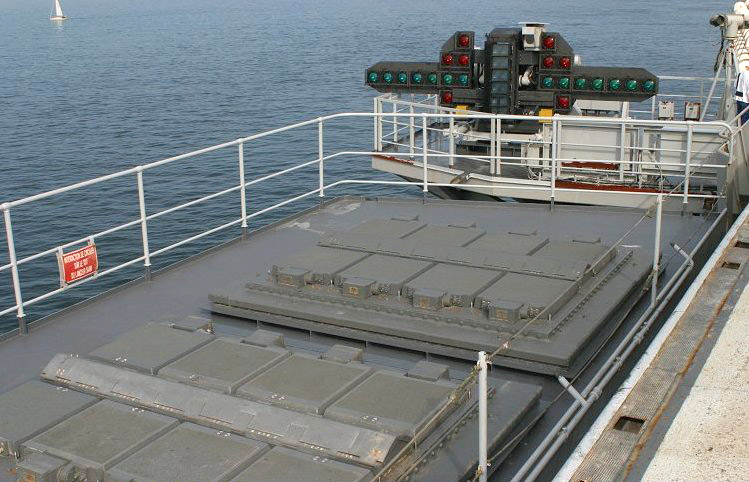
Les 16 silos de missiles antiaériens Aster du porte-avions Charles de Gaulle.
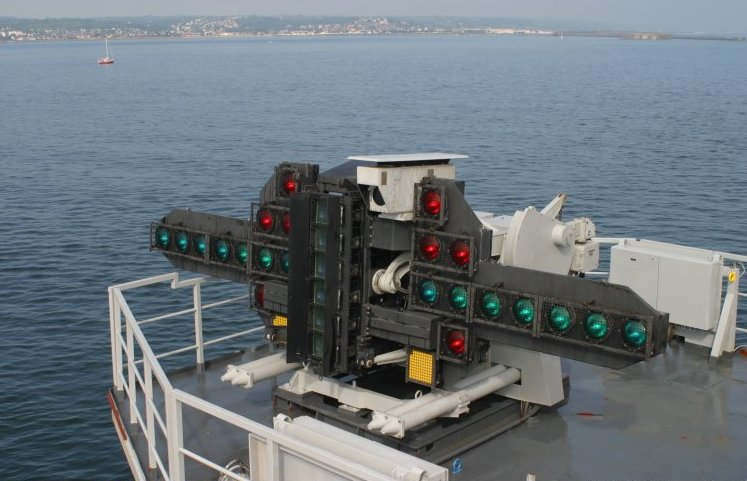
L'optique d'appontage du porte-avions Charles de Gaulle.
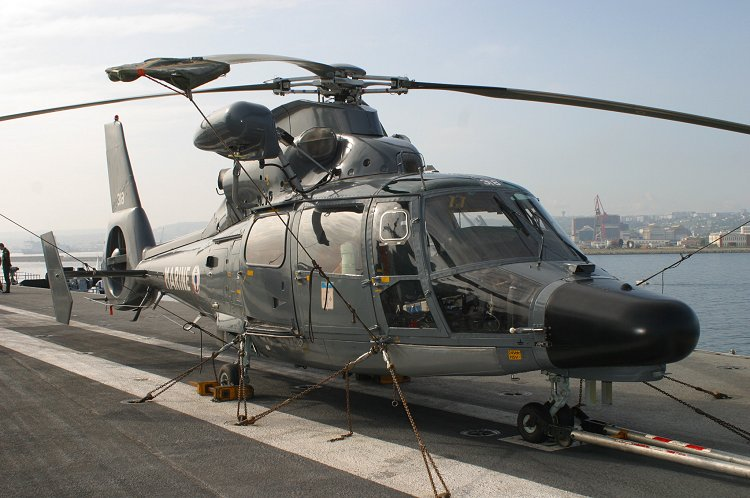
Un hélicoptère Dauphin « Pedro » sur le pont d'envol du porte-avions Charles de Gaulle.
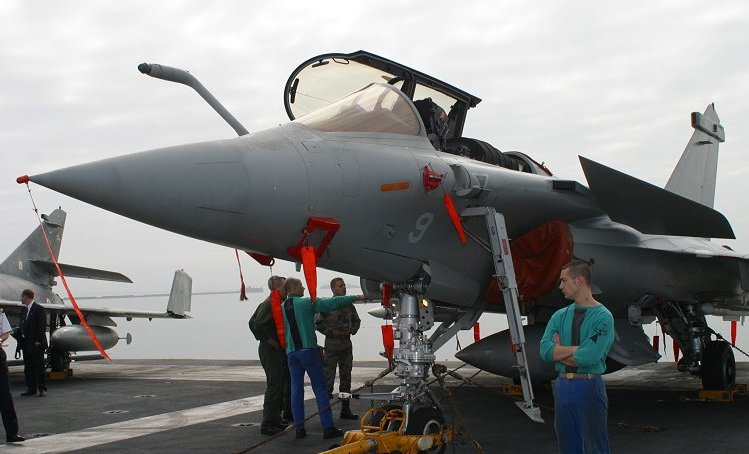
Le Rafale no 9 sur le pont d'envol du porte-avions Charles de Gaulle.
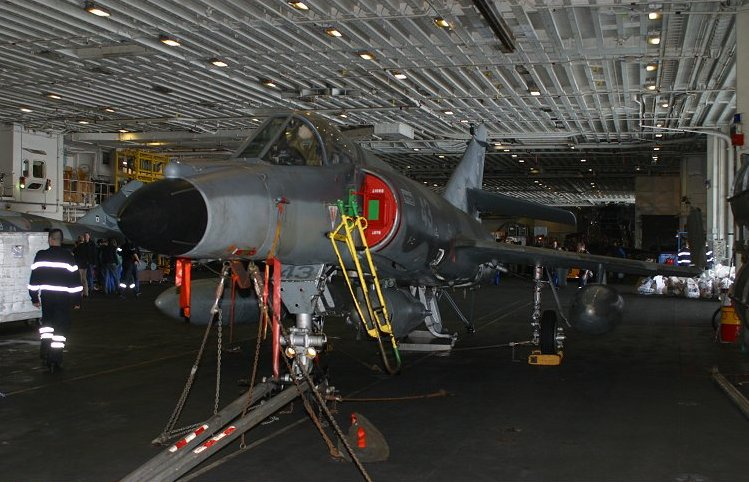
Un Super-Étendard dans le hangar aviation du porte-avions Charles de Gaulle.